# Elecciones presidenciales de Estados Unidos de 2024
Las Elecciones presidenciales de Estados Unidos de 2024, celebradas el martes 5 de noviembre de 2024, fueron las sexagésimas elecciones presidenciales en dicho país.La fórmula del Partido Republicano liderada por Donald Trump y J. D. Vance ganó en el Colegio Electoral y en el voto popular a la fórmula del Partido Demócrata liderada por Kamala Harris y Tim Walz.
El límite establecido por la Vigesimosegunda Enmienda constitucional permitió al expresidente Donald Trump ser reelecto para un segundo período de gobierno. Las elecciones primarias presidenciales y asambleas electorales de ambos partidos se llevaron a cabo durante los primeros seis meses de 2024.
Las elecciones presidenciales coincidieron con las elecciones al Senado en las que se eligieron a treinta y tres senadores y con las elecciones a la Cámara de Representantes en las que se eligió la totalidad de la Cámara de Representantes. En las tres elecciones se reflejó el aumento de votos hacia el Partido Republicano, logrando este partido el control de ambas cámaras además de la presidencia.
El entonces presidente, Joe Biden, miembro del Partido Demócrata, inicialmente se postuló para la reelección y se convirtió en el candidato presunto del partido. Sin embargo, debido a preocupaciones sobre su salud y su edad avanzada, se retiró de la carrera el 21 de julio y respaldó a la vicepresidenta Kamala Harris, quien lanzó su campaña presidencial ese mismo día. La retirada de Biden de la carrera lo convierte en el primer presidente que no se presenta a la reelección desde Lyndon B. Johnson en 1968. Por consecuencia Harris se convirtió en la primera candidata en obtener la nominación presidencial sin haber participado en las elecciones primarias desde Hubert Humphrey, quien precisamente obtuvo la nominación demócrata tras la retirada de Johnson.
El predecesor de Biden, el expresidente Donald Trump, se postuló por tercera vez como candidato presidencial, después de haber perdido ante Biden en las elecciones presidenciales de 2020. Se convirtió en el primer político en ser candidato presidencial del Partido Republicano durante tres veces consecutivas. Aunque Richard Nixon fue candidato por tercera vez en 1972, sus candidaturas no fueron consecutivas, ya que las anteriores habían sido en 1960 y 1968. En mayo de 2024, Trump se convirtió en la primera persona que haya ejercido la presidencia de Estados Unidos, en ser condenada por un delito, y en el primer político perteneciente a alguno de los dos partidos políticos principales, en ser candidato presidencial con una condena penal.
El 6 de noviembre, Donald Trump logró ganar en los estados pendulares necesarios, además de contar con una ventaja en el voto popular por primera vez, siendo el primer republicano en dos décadas en lograrlo (el último siendo George W. Bush en 2004), además de ser reelecto no consecutivamente como Presidente de los Estados Unidos (el segundo tras Grover Cleveland en 1892), venciendo a la vicepresidenta Kamala Harris. El voto masculino, incluyendo el de hombres latinos, jugó un papel importante en su favor. Trump recibió mensajes de felicitación de políticos de todo el mundo.
Con sus 312 votos electorales obtenidos Trump obtuvo el mejor resultado en el colegio electoral para un republicano desde George H. W. Bush en 1988. También se convirtió en el candidato republicano más votado de la historia y en el segundo presidente más votado de EEUU por detrás de Joe Biden.

## Proceso
El artículo dos de la Constitución de los Estados Unidos establece que para que una persona pueda servir como presidente, debe ser ciudadano de los Estados Unidos por nacimiento, tener al menos treinta y cinco años y haber sido residente de los Estados Unidos durante al menos catorce años. La Vigésima Segunda Enmienda prohíbe que cualquier persona sea elegida presidente más de dos veces consecutivas. Los candidatos de los principales partidos buscan la nominación a través de una serie de elecciones primarias que seleccionan a los delegados que eligen al candidato en la convención nacional del partido. La convención nacional de cada partido elige un compañero de fórmula para la vicepresidencia para formar la candidatura de ese partido. El candidato a presidente suele elegir al compañero de fórmula, que luego es ratificado por los delegados en la convención del partido.
Las elecciones generales de noviembre son elecciones indirectas, en las que los votantes votan por una lista de miembros del Colegio Electoral; estos electores luego eligen directamente al presidente y al vicepresidente.
El número de electores se determina según los senadores y representantes que tenga cada Estado. Cada Estado, independientemente de su población, tiene dos electores seguros, debido a que todos los estados, sin importar la población, eligen solo a dos senadores. El resto de electores, se determina por el número de representantes que tenga cada Estado en la Cámara de Representantes, en este caso el número de representantes que debe tener cada Estado es determinado por su porcentaje poblacional, según 
los resultados del censo de 2020.

## Antecedentes
El expresidente Donald Trump perdió las elecciones presidenciales de Estados Unidos de 2020 ante su rival Joe Biden. Sin embargo, Trump se negó a admitir su derrota afirmando falsamente que Biden había ganado gracias a un fraude electoral, presionando a funcionarios del gobierno, planteando docenas de impugnaciones legales infructuosas y obstruyendo la transición presidencial. Durante el recuento de los votos electorales el 6 de enero de 2021, Trump instó a sus seguidores a marchar hacia el Capitolio, que luego asaltaron, lo que obligó a evacuar el Congreso temporalmente y resultó en la muerte de cinco personas y numerosos heridos. En los años posteriores a las elecciones de 2020, Trump siguió repitiendo esas afirmaciones sin fundamentos sobre que le robaron dichas elecciones. En mayo de 2024, Trump fue declarado culpable del delito de falsificación de registros comerciales, convirtiéndose en la primera persona que haya ejercido la presidencia de Estados Unidos en ser condenada penalmente, y el primer político perteneciente a alguno de los dos partidos políticos principales, en ser candidato presidencial con una condena penal. La pena que deberá pagar Trump tras ser declarado culpable del delito anteriormente mencionado, se dará a conocer por el Tribunal que lleva el caso a finales de noviembre. Hay otros procesos judiciales en contra de Trump que  están pendientes de sentencia, como sus intentos de anular las elecciones presidenciales de 2020 y su papel en el ataque al Capitolio del 6 de enero.
Trump también es la primera persona que haya ejercido la presidencia en la historia de Estados Unidos en habérsele acusado constitucionalmente dos veces y el primero en postularse nuevamente después de ser imputado por un juicio político. Trump fue acusado por primera vez por la Cámara de Representantes en 2019 por abuso de poder y obstrucción del Congreso debido a sus intentos de obligar a Ucrania a proporcionar información perjudicial sobre Joe Biden y desinformación sobre la interferencia rusa en las elecciones presidenciales de 2016 mediante la retención de ayuda militar. El segundo juicio político contra Trump por parte de la Cámara se produjo el 13 de enero de 2021 por «incitación a la insurrección» debido a su papel en incitar el ataque al Capitolio de Estados Unidos del 6 de enero. Trump fue absuelto por el Senado en ambos casos.

### Supuesta interferencia electoral
Donald Trump ha hecho afirmaciones falsas de fraude electoral en las elecciones presidenciales de 2020 y continuó negando los resultados electorales hasta mayo de 2024. Los expertos en seguridad electoral han advertido que los funcionarios que nieguen la legitimidad de las elecciones presidenciales de 2020 podrían intentar impedir el proceso de votación o negarse a certificar los resultados de las elecciones de 2024. En el período previo a las elecciones de 2024, el Partido Republicano ha hecho afirmaciones sin fundamentos de un «voto masivo de no ciudadanos» por parte de inmigrantes en un intento de deslegitimar las elecciones si Trump llega a perder las elecciones. Las afirmaciones se han hecho como parte de un movimiento más amplio de negación electoral en Estados Unidos. Trump ha seguido difundiendo su «gran mentira» de una elección robada y ha afirmado sin pruebas que las elecciones de 2024 están amañadas. Además, Trump ha afirmado sin fundamento alguna versión de «interferencia electoral» en su contra aproximadamente una vez al día desde que anunció su candidatura para 2024. Trump ha acusado falsamente a Biden de «convertir en un arma» al Departamento de Justicia para atacarlo en relación con sus juicios penales. Trump y varios republicanos han declarado que no aceptarán los resultados de las elecciones de 2024 si creen que son «injustos» con los resultados provisionales.

### Supuesta Interferencia de países extranjeros
Funcionarios y exfuncionarios estadounidenses han declarado que es probable que haya habido interferencia extranjera en las elecciones de 2024. Los tres factores principales citados fueron «la profundización de las crisis políticas internas de Estados Unidos, el colapso de los controvertidos intentos de controlar el discurso político en las redes sociales y el surgimiento de la IA generativa». El 1 de abril de 2024, The New York Times informó que el gobierno chino habría creado cuentas falsas a favor de Trump en las redes sociales «promoviendo teorías de conspiración, avivando divisiones internas y atacando al presidente Joe Biden antes de las elecciones de noviembre». Según expertos en desinformación y agencias de inteligencia, Rusia difundió desinformación antes de las elecciones de 2024 para «dañar la imagen de Joe Biden y a los demócratas e impulsar a los candidatos que apoyan el aislacionismo y darle fin al apoyo a la ayuda a Ucrania y a la OTAN».

#### China
Antes de las elecciones, funcionarios estadounidenses actuales y anteriores declararon que era probable que se produjera una interferencia extranjera en las elecciones de 2024. Los tres factores principales citados fueron «la profundización de las crisis políticas internas de Estados Unidos, el colapso de los controvertidos intentos de controlar el discurso político en las redes sociales y el auge de la IA generativa». Desde entonces, China, Rusia e Irán han sido identificados como operaciones de influencia crecientes e intentos de interferir en las elecciones de 2024. Funcionarios de inteligencia de Estados Unidos han descrito los esfuerzos como parte de esfuerzos más amplios de las naciones autoritarias para usar Internet para erosionar el apoyo a la democracia.

#### Rusia
Según expertos en desinformación y agencias de inteligencia, Rusia difundió desinformación antes de las elecciones de 2024 para «dañar a Biden y a los demócratas, impulsar a los candidatos que apoyan el aislacionismo y socavar el apoyo a la ayuda a Ucrania y a la OTAN». El 4 de septiembre de 2024, Estados Unidos acusó públicamente a Rusia de interferir en las elecciones de 2024 y anunció varias medidas para combatir la influencia rusa, incluidas sanciones, acusaciones y confiscación de dominios web utilizados para difundir propaganda y desinformación. Las agencias de inteligencia estadounidenses han evaluado que Rusia prefiere que Trump gane las elecciones, considerándolo más crítico con el apoyo de Estados Unidos a Ucrania.

#### Irán
Se ha identificado que Irán ha interferido en las elecciones presidenciales de 2024 a través de empresas fachada conectadas con el Cuerpo de la Guardia Revolucionaria Islámica a través de intentos de piratería informática contra las campañas de Trump, Biden y Harris a partir de mayo de 2024. Irán ha lanzado campañas de propaganda y desinformación a través de sitios web de noticias falsas y cuentas en las redes sociales para inclinar las elecciones en contra del expresidente Trump, aunque también ha apuntado tanto a Biden como a Harris. El New York Times declaró que los esfuerzos eran un intento de «sembrar la discordia interna y desacreditar el sistema democrático en los Estados Unidos en general a los ojos del mundo».

### Procesos legales contra Donald Trump
Trump ha sido declarado responsable en procedimientos civiles tanto de abuso sexual como de difamación en 2023 y de difamación en 2024, mientras que también ha sido condenado penalmente por treinta y cuatro delitos graves relacionados con la falsificación de registros comerciales, que se espera que sean un problema durante la campaña. Tiene cuatro acusaciones penales por un total de noventa y un cargos de delitos graves y hay otras demandas contra Trump. El 30 de mayo, Trump fue declarado culpable por un jurado de los treinta y cuatro cargos de delitos graves en el caso The People of the State of New York v. Donald J. Trump por falsificar registros comerciales para pagos de silencio a la estrella de cine para adultos Stormy Daniels (en relación con un presunto abuso sexual y un encuentro entre ellos) para influir en las elecciones presidenciales de 2016. Esto convierte a Trump en el primer expresidente de Estados Unidos condenado por un delito en la historia de Estados Unidos. Trump y muchos republicanos han hecho numerosas declaraciones falsas y engañosas sobre los juicios penales de Trump, incluidas afirmaciones falsas de que están «amañados» o «interferencia electoral» orquestada por Biden y el Partido Demócrata, de los cuales no hay evidencia.
Trump enfrenta cincuenta y siete cargos adicionales por delitos graves; cuatro cargos en un caso de los Estados Unidos de América contra Donald J. Trump por su presunto papel en el intento de anular las elecciones presidenciales de Estados Unidos de 2020 y su participación en el ataque al Capitolio de los Estados Unidos del 6 de enero; diez cargos en el estado de Georgia contra Donald J. Trump, et al. por sus presuntos intentos de anular los resultados de las elecciones presidenciales de Estados Unidos de 2020 en Georgia; cuarenta cargos en Estados Unidos de América v. Donald J. Trump, Waltine Nauta y Carlos De Oliveira relacionados con su acaparamiento de documentos clasificados y presunta obstrucción de los esfuerzos para recuperarlos.
Trump se ha destacado por intentar retrasar sus juicios hasta después de las elecciones de noviembre. Si Trump gana las elecciones en noviembre, el 20 de enero de 2025, Trump podría ordenar a un nuevo fiscal general que desestime los cargos federales que enfrenta, evitar que los cargos estatales surtan efecto a través de una variedad de métodos y emitir un auto perdón presidencial.

### Violencia política
Varios académicos, legisladores, agencias de inteligencia y el público han expresado su preocupación por la violencia política en torno a las elecciones de 2024. Los temores surgen en medio de crecientes amenazas y actos de violencia física contra funcionarios públicos y trabajadores electorales en todos los niveles del gobierno. Las encuestas han mostrado un aumento en el número de estadounidenses que apoyan el uso de la violencia para lograr resultados políticos, siendo mayor ese apoyo entre los republicanos que entre los independientes y los demócratas. Trump ha abrazado cada vez más el extremismo, las teorías de conspiración como Q-Anon y los movimientos de milicias de extrema derecha en mayor medida que cualquier presidente estadounidense moderno. Trump ha restado importancia, pero se ha negado a descartar, la violencia tras las elecciones de 2024, afirmando que puede «depender».

#### Intentos de asesinatos
El 13 de julio de 2024, Trump fue víctima de un intento de asesinato durante un mitin en Butler, Pensilvania. Trump recibió un disparo y resultó herido en la oreja derecha por Thomas Matthew Crooks, un hombre de veinte años de Bethel Park, Pensilvania, que disparó ocho rondas con un rifle estilo AR-15 desde el techo de un edificio ubicado aproximadamente a 400 pies (120 metros) del escenario; los disparos mataron al miembro de la audiencia Corey Comperatore e hirieron de gravedad a otros dos miembros de la audiencia.  Segundos después, Crooks fue asesinado a tiros por el equipo de francotiradores del Servicio Secreto de Estados Unidos.  El motivo y la causa del intento de asesinato aún están bajo investigación por parte de las autoridades.
El 15 de septiembre de 2024, Trump sobrevivió a otro intento de asesinato en el Trump International Golf Club en West Palm Beach, Florida. El sospechoso no disparó su arma y no se reportaron muertes ni heridos.  El sospechoso, Ryan Routh, está bajo custodia.

## Sistema electoral

### Efectos del censo de 2020
Esta será la primera elección presidencial que se llevará a cabo después de la redistribución de votos en el Colegio Electoral de los Estados Unidos después del censo de los Estados Unidos de 2020. A modo de comparación, si la redistribución se aplicara a los resultados de las elecciones presidenciales de 2020, los demócratas habrían recibido 303 votos electorales en lugar de 306, y los republicanos habrían recibido 235 votos electorales en lugar de 232. Por lo tanto, la redistribución representa un neto negativo para los demócratas y un neto positivo para los republicanos. Este prorrateo se mantendrá hasta las elecciones de 2028. Se espera que la redistribución se lleve a cabo nuevamente después del censo de 2030.

### Estados pendulares
La mayoría de los estados no son electoralmente competitivos y, debido a las diferencias demográficas, tienden a votar por el mismo partido político en cada elección. Debido a la naturaleza del Colegio Electoral, esto significa que un número limitado de estados indecisos y estados competitivos que «oscilan» entre los partidos. Estos estados indecisos son vitales para ganar la presidencia. Estos son los estados del Cinturón de Óxido (Wisconsin, Míchigan y Pensilvania) y los estados del Cinturón del Sol (Arizona, Georgia, Nevada y Carolina del Norte).
Debido a los cambios demográficos graduales, algunos antiguos estados indecisos ya no son tan competitivos como Iowa, Ohio y Florida se han movido significativamente hacia los republicanos, mientras que Colorado, Nuevo México y Virginia se han movido significativamente hacia los demócratas.Arizona y Georgia solían ser bastiones republicanos, pero recientemente han cambiado lo suficiente como para ser considerados estados indecisos; Los demócratas ganaron ambos estados por menos de un punto en las elecciones presidenciales de 2020.
La coalición electoral demócrata ha tenido un apoyo relativamente alto entre los votantes negros, los votantes que se han graduado de la universidad y los votantes que viven en áreas urbanas. Los votantes blancos sin títulos universitarios, que se han inclinado por los republicanos desde la década de 1970, están disminuyendo como proporción general del electorado. Los votantes suburbanos de clase media, un grupo que tradicionalmente se ha inclinado hacia los republicanos, se han inclinado hacia los demócratas, un hecho atribuido en gran medida al movimiento Make America Great Again. A la aceleración de esta tendencia se le atribuye el mérito de inclinar las elecciones presidenciales de 2020 a favor de Biden porque el actual Trump, Donald Trump, tuvo un desempeño inferior en los suburbios para un candidato republicano.La coalición republicana está compuesta principalmente por votantes blancos rurales, evangélicos y ancianos.

## Partido Republicano

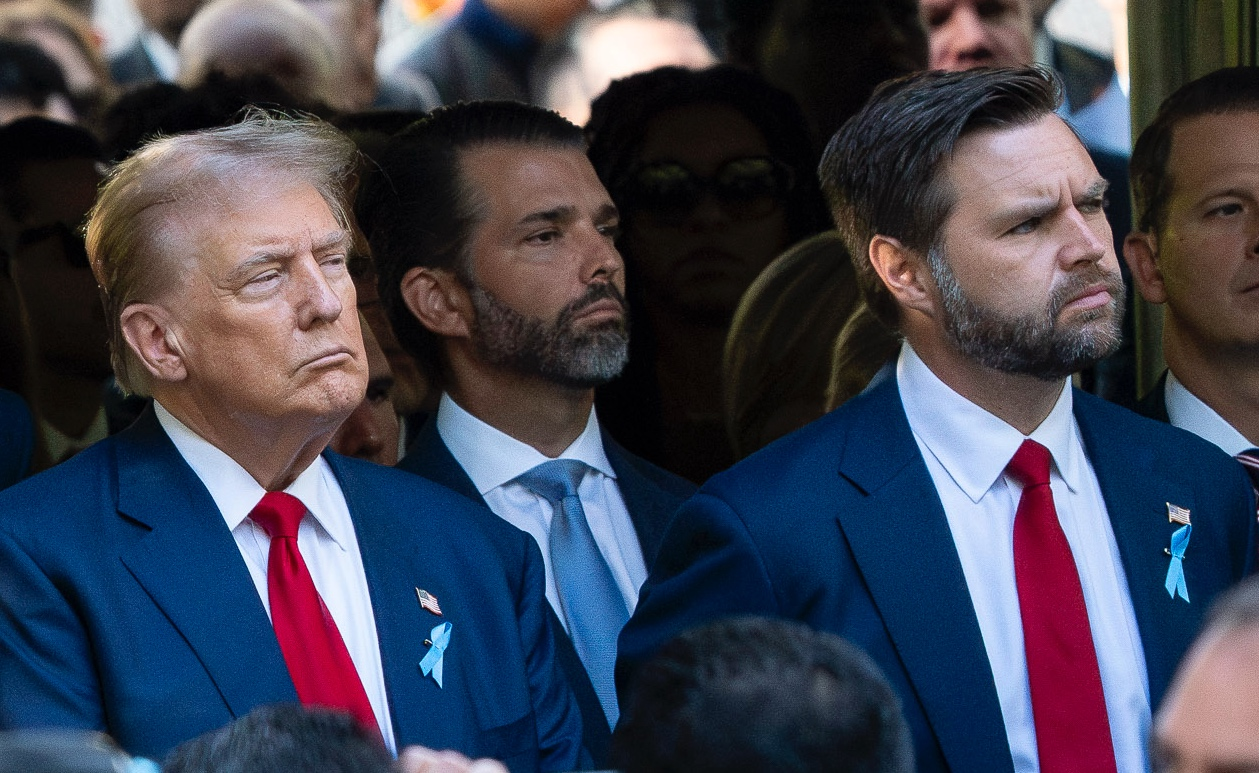
Trump y su compañero de fórmula, J. D. Vance durante la conmemoración de los atentados del 11 de septiembre de 2001.

Donald J. Trump, el entonces presidente en ejercicio, fue derrotado por Joe Biden en las elecciones de 2020, por ello, careció de limitaciones para postularse nuevamente en 2024, lo que lo convierte en el quinto expresidente que busca un segundo mandato no consecutivo. Trump es el segundo presidente en ganar un mandato no consecutivo, después de Grover Cleveland en 1892. Trump presentó una declaración de candidatura ante la Comisión Federal Electoral (FEC) el 15 de noviembre de 2022 y anunció su candidatura en un discurso en Mar-a-Lago el mismo día. Trump fue considerado uno de los primeros favoritos para la nominación presidencial republicana, luego de su anuncio de campaña para 2024 el 15 de noviembre de 2022. Trump anunció en marzo de 2022 que si se presenta a la reelección y gana la nominación presidencial (algo que finalmente sucedió) republicana, su exvicepresidente Michael R. Pence no será su compañero de fórmula (algo que también pasó).

Resultados de las primarias presidenciales republicanas de 2024:Azul: Donald TrumpNaranja: Nikki Haley

Tras los caucus de Iowa, en los que Trump obtuvo una victoria aplastante, DeSantis y el empresario Vivek Ramaswamy abandonaron la carrera y respaldaron a Trump, dejando al expresidente y a Nikki Haley, la exgobernadora de Carolina del Sur que sirvió en el gabinete de Trump, como los únicos candidatos principales. Trump continuó ganando las cuatro elecciones de votación anticipada mientras la campaña de Haley luchaba por ganar impulso. El 6 de marzo de 2024, el día después de ganar sólo una primaria de quince en el Supermartes, Haley suspendió su campaña. Trump se convirtió en el único candidato importante que quedaba para la nominación presidencial republicana. El 12 de marzo de 2024, Trump se convirtió oficialmente en el presunto candidato presidencial republicano.
El 13 de julio, durante un mitin en Butler, Pensilvania, sufrió un intento de magnicidio resultando herido en su oreja derecha tras ser disparado por un tirador, logrando ser escoltado por el Servicio Secreto con el puño en alto, repitiendo «¡luchen!» tres veces, y llegando a la salida del recinto. Posteriormente recibió atención médica en un centro médico local, donde se anunció que se encontraba bien. En el incidente murió una persona del público, además del atacante, Thomas Matthew Crooks. Las fotos de Trump tomadas por fotógrafos tras sobrevivir al atentado se hicieron virales.
El 15 de julio de 2024, el primer día de la Convención Nacional Republicana, Trump anunció oficialmente que el senador JD Vance sería su compañero de fórmula. Trump había sobrevivido a un intento de asesinato días antes con una herida de bala en la oreja.
El 23 de agosto el candidato independiente, Robert F. Kennedy Jr. bajó su candidatura en los Estado pendulares, declarando su apoyo a Trump mientras participaba en un mitin del candidato republicano.

#### Nominado
| Boleto del Partido Republicano de 2024           |                                                    |
| Donald Trump                                     | JD Vance                                           |
| Candidato a la Presidencia                       | Candidato a la Vicepresidencia                     |
|                                                  |                                                    |
| 45° Presidente de los Estados Unidos (2017–2021) | Senador de los Estados Unidos por Ohio (2023-2025) |
| Campaña                                          |                                                    |
|                                                  |                                                    |

## Partido Demócrata
El 25 de abril de 2023, el presidente Joe Biden anunció su candidatura a la reelección, manteniendo a la vicepresidenta Kamala Harris como su compañera de fórmula. En consecuencia, los republicanos intensificaron sus críticas a Harris desde que Biden declaró su intención de postularla a ella para el cargo. A finales de 2021, cuando Biden enfrentaba bajos índices de aprobación, se especuló que no buscaría la reelección y algunos demócratas prominentes (los representantes Carolyn Maloney, Tim Ryan y el exrepresentante Joe Cunningham) instaron públicamente a Biden a no postularse. Además de la impopularidad de Biden, muchos están preocupados por su edad; era la persona de mayor edad en asumir el cargo a los setenta y ocho años y tendría ochenta y dos al final de su mandato. Según una encuesta de NBC publicada en abril de 2023, el 70% de los estadounidenses, incluido el 51% de los demócratas, creía que Biden no debía postularse para un segundo mandato. Casi la mitad dijo que era por su edad. Según el promedio de encuestas nacionales FiveThirtyEight, el índice de aprobación de Biden era del 41%, mientras que el 55% lo desaprobaba. También se especuló que Biden podría enfrentarse a un desafío en las primarias por parte de un miembro de la facción progresista del Partido Demócrata. Después de que los demócratas superaran las expectativas en las elecciones intermedias de 2022, muchos creyeron que habían aumentado las posibilidades de que Biden se postulara y ganara la nominación de su partido.
El 6 de marzo de 2024, Philips suspendió su campaña después de no poder ganar ninguna primaria la noche anterior del Supermartes. Biden fue declarado candidato del Partido Demócrata el 12 de marzo, fecha en la que alcanzó la mayoría de los delegados para ser elegido candidato en la Convención Demócrata.
El 21 de julio de 2024, después del primer debate presidencial realizado el jueves, 27 de junio de 2024, Joe Biden anunció su retiro de la carrera presidencial y dio su apoyo a su vicepresidenta Kamala Harris para la nominación demócrata. Kamala Harris obtuvo el apoyo de los Clinton y Biden. El 26 de julio, los Obama respaldaron a Harris en una declaración conjunta.
El 2 de agosto de 2024, la Comisión Nacional Demócrata anunció que Kamala Harris había obtenido de manera formal suficientes votos de los delegados demócratas para ganar la candidatura del partido a la presidencia, con lo cual se convirtió en la primera mujer negra y la primera estadounidense de origen asiático en encabezar la candidatura de uno de los dos grandes partidos.

#### Nominada
| Boleto del Partido Demócrata de 2024                  |                                           |
| Kamala Harris                                         | Tim Walz                                  |
| Candidata a la Presidencia                            | Candidato a la Vicepresidencia            |
|                                                       |                                           |
| 49.ª Vicepresidenta de los Estados Unidos (2021-2025) | 41er Gobernador de Minnesota (desde 2019) |
| Campaña                                               |                                           |
|                                                       |                                           |

## Partido Libertario
Chase Oliver fue elegido por el Partido Libertario como su candidato presidencial el 26 de mayo de 2024 en la Convención Nacional Libertaria de 2024. Oliver fue el candidato del partido en las elecciones al Senado de los Estados Unidos de 2022 en Georgia. Su compañero de fómula es Mike ter Maat.
| Boleto del Partido Libertario de 2024     |                                |
| Chase Oliver                              | Mike ter Maat                  |
| Candidato a la Presidencia                | Candidato a la Vicepresidencia |
|                                           |                                |
| Ejecutivo de cuentas de ventas de Georgia | Activista político de Oregón   |
| Campaña                                   |                                |
|                                           |                                |

## Partido Verde
Jill Stein anunció el 26 de mayo de 2024 que su campaña había acumulado suficientes delegados para asegurar la nominación del Partido Verde y, por lo tanto, se convirtió en la presunta candidata nominada por el partido. Stein fue candidata del partido en las elecciones presidenciales de 2012 y 2016. Stein es médica y exmiembro de la Junta Municipal de Lexington. El 16 de agosto de 2024 se escogio a Butch Ware como su compañero de fórmula.
| Boleto del Partido Verde de 2024 |                                |
| Jill Stein                       | Butch Ware                     |
| Candidata a la Presidencia       | Candidato a la Vicepresidencia |
|                                  |                                |
| Médica de Massachusetts          | Historiador de Pensilvania     |
| Campaña                          |                                |
|                                  |                                |

## Candidaturas independientes u otros partidos
El siguiente es el listado de los candidatos y candidatas a la presidencia de los Estados Unidos que aspiran de forma independiente o avalados por los partidos minoritarios:

#### Cornel West
Cornel West es un activista e intelectual socialista que anunció una campaña como independiente después de anunciar inicialmente una candidatura como Partido Popular y luego como candidato del Partido Verde. Su compañera de fórmula es Melina Abdullah, una líder académica y cívica de California.
| Entrada independiente               |                                        |
| Cornel West                         | Melina Abdullah                        |
| Candidato a la Presidencia          | Candidata a la Vicepresidencia         |
|                                     |                                        |
| Académico y activista de California | Líder académica y cívica de California |
| Campaña                             |                                        |
|                                     |                                        |

### Otros candidatos
- Shiva Ayyadurai, ingeniero, empresario y activista antivacunas; candidato al Senado de los Estados Unidos por Massachusetts en 2018 y 2020.[110]
- Johnny Buss, copropietario y vicepresidente de desarrollo estratégico de Los Angeles Lakers.[111]
- Joseph «Afroman» Foreman, rapero.[112]
- Taylor Marshall, podcaster.[113]

### Candidatos retirados
Las siguientes personas notables anunciaron y luego suspendieron sus campañas antes de las elecciones:
- Kanye West, rapero, candidato a la presidencia en 2020.[114]

- Joe Biden, 46° Presidente de los Estados Unidos (2021-2025).[102]

- Robert F. Kennedy Jr, abogado y activista.[115]

## Respaldos
| |
| Kamala Harris (D) |
| Presidentes - Joe Biden, presidente de los Estados Unidos (2021-2025). - Bill Clinton, presidente de los Estados Unidos (1993-2001). - Barack Obama, presidente de los Estados Unidos (2009-2017). - Jimmy Carter, presidente de los Estados Unidos (1977–1981). Funcionarios - Pete Buttigieg, secretario de Transporte de los Estados Unidos (2021-presente). - Miguel Cardona, secretario de Educación de los Estados Unidos (2021-presente). - Al Gore, vicepresidente de los Estados Unidos (1993-2001). - Hillary Clinton, secretaria de Estado (2009-2013) y primera dama de los Estados Unidos (1993-2001). - Jennifer Granholm, secretaria de Energía de los Estados Unidos (2021-presente). - Deb Haaland, secretaria del Interior de los Estados Unidos (2021-presente). - John Kerry, secretario de Estado (2013-2017). - Gina Raimondo, secretaria de Comercio de los Estados Unidos (2021-presente). - Anthony Scaramucci, director de comunicaciones de la Casa Blanca (2017). - Hilda Solís, secretaria de Trabajo de los Estados Unidos (2009-2013). - Dick Cheney, vicepresidente de los Estados Unidos (2001-2009). Gobernadores - Andy Beshear, gobernador de Kentucky. - Albert Bryan Jr., gobernador de las Islas Vírgenes. - John Carney, gobernador de Delaware. - Roy Cooper, gobernador de Carolina del Norte. - Anthony Evers, gobernador de Wisconsin. - Josh Green, gobernador de Hawái. - Louis Leon Guerrero, gobernador de Guam. - Maura Healey, gobernadora de Massachusetts. - Katie Hobbs, gobernadora de Arizona. - Katherine Hochul, gobernadora de Nueva York. - Jay Inslee, gobernador de Washington. - Laura Kelly, gobernadora de Kansas. - Tina Kotek, gobernadora de Oregón. - Ned Lamont, gobernador de Connecticut. - Michelle Lujan Grisham, gobernadora de Nuevo México. - Daniel McKee, gobernador de Rhode Island. - Janet Mills, gobernadora de Maine. - Wes Moore, gobernador de Maryland. - Phillip Murphy, gobernador de Nueva Jersey. - Gavin Newsom, gobernador de California. - Pedro Pierluisi, gobernador de Puerto Rico. - Jared Polis, gobernador de Colorado. - J. B. Pritzker, gobernador de Illinois. - Josh Shapiro, gobernador de Pensilvania. - Timothy Walz, gobernador de Minnesota. - Gretchen Whitmer, gobernadora de Míchigan. - Arnold Schwarzenegger, gobernador de California (2003-2011). Senadores - Michael Bennet, senador por Colorado. - John Hickenlooper, senador por Colorado. - John Fetterman, senador por Pensilvania. - Bob Casey Jr., senador por Pensilvania. - Kirsten Gillibrand, senadora por New York. - Chuck Schumer, senador por Nueva York. - Alex Padilla, senador por California. - Laphonza Butler, senadora por California. - Debbie Stabenow, senadora por Míchigan. - Gary Peters, senador por Michigan. - Elizabeth Warren, senadora por Massachusetts. - Ed Markey, senador por Massachusetts. - Jeff Merkley, senador por Oregon. - Ron Wyden, senador por Oregon. - Maria Cantwell, senadora por Washington. - Patty Murray, senadora por Washington. - Chris Murphy, senador por Connecticut. - Richard Blumenthal, senador por Connecticut. - Jon Ossoff, senador por Georgia. - Raphael Warnock, senador por Georgia. - Catherine Cortez Masto, senadora por Nevada. - Jacky Rosen, senadora por Nevada. - Cory Booker, senador por New Jersey. - Brian Schatz, senador por Hawái. - Mazie Hirono, senador por Hawái. - Tammy Duckworth, senadora por Illinois. - Dick Durbin, senador por Illinois. - Tim Kaine, senador por Virginia. - Mark Warner, senador por Virginia. - Chris Van Hollen, senador por Maryland. - Ben Cardin, senador por Maryland. - Maggie Hassan, senadora por New Hampshire. - Jeanne Shaheen, senadora por New Hampshire. - Ben Ray Luján, senador por Nuevo México. - Martin Heinrich, senador por Nuevo México. - Jack Reed, senador por Rhode Island. - Sheldon Whitehouse, senador por Rhode Island. - Tammy Baldwin, senadora por Wisconsin. - Sherrod Brown, senador por Ohio. - Bernie Sanders, senador por Vermont. - Peter Welch, senador por Vermont. - Amy Klobuchar, senadora por Minnesota. - Tina Smith, senadora por Minnesota. - Mark Kelly, senador por Arizona. - Joe Manchin, senador por West Virginia. Representantes - Alma Adams, NC-12. - Pete Aguilar, CA-33. - Colin Allred, TX-32. - Gabe Amo, RI-01. - Jake Auchincloss, MA-04. - Becca Balint, VT-AL. - Nanette Barragán, CA-44. - Joyce Beatty, OH-03. - Ami Bera, CA-06. - Don Beyer, VA-08. - Sanford Bishop, GA-02. - Lisa Blunt Rochester, DE-AL. - Jamaal Bowman, NY-16. - Brendan Boyle, PA-02. - Shontel Brown, OH-11. - Nikki Budzinski, IL-13. - André Carson, IN-07. - Troy Carter, LA-02. - Matt Cartwright, PA-08. - Greg Casar, TX-35. - Joaquín Castro, TX-20. - Sheila Cherfilus-McCormick, FL-20. - Katherine Clark, MA-05. - Emanuel Cleaver, MO-05. - Jim Clyburn, SC-06. - Steve Cohen, TN-09. - Lou Correa, CA-46. - Jim Costa, CA-21. - Joe Courtney, CT-02. - Angie Craig, MN-02. - Jasmine Crockett, TX-30. - Jason Crow, CO-06. - Henry Cuellar, TX-28. - Danny Davis, IL-17. - Madeleine Dean, PA-04. - Diana DeGette, CO-01. - Chris Deluzio, PA-17. - Veronica Escobar, TX-16. - Adriano Espaillat, NY-13. - Dwight Evans, PA-03. - Lizzie Fletcher, TX-07. - Valerie Foushee, NC-04. - Lois Frankel, FL-22. - Maxwell Frost, FL-10. - Ruben Gallego, AZ-07. - Robert Garcia, CA-42. - Sylvia Garcia, TX-29. - Vicente González, TX-34. - Al Green, TX-09. - Dan Goldman, NY-10. - Josh Gottheimer, NJ-05. - Val Hoyle, OR-04. - Steven Horsford, NV-04. - Chrissy Houlahan, PA-06. - Glenn Ivey, MD-04. - Jonathan Jackson, IL-01. - Sara Jacobs, CA-51. - Pramila Jayapal, WA-07. - Hakeem Jeffries, NY-08. - Hank Johnson, GA-04. - Marcy Kaptur, OH-09. - Robin Kelly, IL-02. - Tim Kennedy, NY-26. - Ro Khanna, CA-17. - Dan Kildee, MI-08. - Andy Kim, NJ-03. - Annie Kuster, NH-02. - Barbara Lee, CA-12. - Susie Lee, NV-03. - Mike Levin, CA-49. - Stephen Lynch, MA-08. - Jennifer McClellan, VA-04. - Betty McCollum, MN-04. - Jim McGovern, MA-02. - Rob Menendez, NJ-08. - Grace Meng, NY-06. - Kweisi Mfume, MD-07. - Gwen Moore, WI-04. - Seth Moulton, MA-06. - Jerry Nadler, NY-12. - Wiley Nickel, NC-13. - Richard Neal, MA-01. - Joe Neguse, CO-02. - Donald Norcross, NJ-01. - Alexandria Ocasio-Cortez, NY-14. - Ilhan Omar, MN-05. - Frank Pallone, NJ-06. - Bill Pascrell, NJ-09. - Nancy Pelosi, CA-11. - Mary Peltola, AK-AL. - Brittany Pettersen, CO-07. - Dean Phillips, MN-03. - Mark Pocan, WI-02. - Katie Porter, CA-47. - Delia Ramirez, IL-03. - Jamie Raskin, MD-08. - Deborah Ross, NC-02. - Pat Ryan, NY-18. - Jan Schakowsky, IL-19. - Bobby Scott, VA-03. - Terri Sewell, AL-07. - Mikie Sherrill, NJ-11. - Eric Sorensen, IL-17. - Darren Soto, FL-09. - Abigail Spanberger, VA-07. - Melanie Stansbury, NM-01. - Tom Suozzi, NY-03. - Eric Swalwell, CA-14. - Shri Thanedar, MI-13. - Bennie Thompson, MS-02. - Dina Titus, NV-01. - Jill Tokuda, HI-02. - Norma Torres, CA-35. - David Trone, MD-06. - Lauren Underwood, IL-14. - Marc Veasey, TX-33. - Debbie Wasserman Schultz, FL-25. - Maxine Waters, CA-43. - Bonnie Watson Coleman, NJ-12. - Susan Wild, PA-07. - Nikema Williams, GA-05. - Frederica Wilson, FL-21. Organizaciones - Planned Parenthood - Sierra Club - Voters of Tomorrow - VoteVets.org - Voto Latino - Asian American Action Fund - Black Voters Matter - Emily's List - Marcha por nuestras vidas Medios de comunicación - The New York Times - The Economist - The Guardian - Vogue - Daily Kos - Palmer Report - Storm Lake Times Individuales - Michelle Obama, primera dama de los Estados Unidos (2009-2017) - Jessica Alba, actriz. - Jennifer Aniston, actriz. - Chris Evans, actor. - Scarlett Johansson, actriz. - Robert Downey Jr., actor. - Matt Damon, actor. - Leonardo DiCaprio, actor. - Robert De Niro, actor. - Jennifer Lawrence, actriz. - Jason Bateman, actor. - Mark Hamill, actor. - Jennifer Garner, actriz. - Mark Ruffalo, actor. - Julianne Moore, actriz. - Jamie Lee Curtis, actriz. - Chloë Grace Moretz, actriz. - Anne Hathaway, actriz. - Taylor Swift, cantante. - Billie Eilish, cantante. - Finneas O'Connell, productor musical. - Selena Gomez, cantante. - Olivia Rodrigo, cantante. - Jennifer Lopez, cantante. - Katy Perry, cantante. - Lady Gaga, cantante. - Ariana Grande, cantante. - Eminem, rapero. - Luis Fonsi, cantante. - Bad Bunny, cantante - Marc Anthony, cantante. - Quentin Tarantino, director de cine. - J. J. Abrams, director, productor y guionista. - Mark Henry, luchador. - Utkarsh Ambudkar actor. - Elizabeth Banks, actriz. - Cardi B, cantante. - Cher, cantante. - Drew Carey, actor. - Lynda Carter, actriz. - George Clooney, actor. - Mick Foley, luchador. - Andy Cohen, presentador. - Misha Collins, actor. - Blake Cooper, actor. - Stephen Curry, deportista. - Lebron James, deportista. - Jesse Tyler Ferguson, actor. - Dave Bautista, actor y luchador. - Jeff Bridges, actor y músico. - Mel Brooks, actor, director y productor. - Yvette Nicole Brown, actriz. - LeVar Burton, actor. - Michael Connelly, escritor. - Michael Rosenbaum, actor. - John Cusack, actor. - Sally Field, actriz. - Melinda Gates, empresaria. - Tony Goldwyn, actor. - Joseph Gordon-Levitt, actor. - Mariska Hargitay, actriz. - Reed Hastings, empresario. - Carl Hiaasen, periodista y escritor. - Dylan Baker, actor. - Reid Hoffman, empresario. - Jason Isbell, cantautor y guitarrista. - Kesha, cantante. - Mindy Kaling, actriz. - Michael Keaton, actor. - Carole King, cantante y compositora. - Stephen King, escritor. - Spike Lee, director de cine, guionista y productor. - John Legend, cantante. - Don Lemon, periodista. - Laura Lippman, periodista y novelista. - Lizzo, rapera y cantante. - Attica Locke, escritora. - Eva Longoria, actriz. - Julia Louis-Dreyfus, actriz. - Demi Lovato, cantante. - Katie McGrath, actriz. - Matthew Modine, actor. - Maren Morris, cantante y compositora. - Bill Nye, educador de ciencia y presentador. - Lupita Nyong'o, actriz. - Willie Nelson, cantante. - Nick Offerman, actor. - Pink, cantante. - Sarah Jessica Parker, actriz. - Mandy Patinkin, actor. - Aubrey Plaza, actriz. - Geraldo Rivera, presentador. - Linda Ronstadt, cantante. - Amy Schumer, actriz y comediante. - Alexander Soros, empresario. - Octavia Spencer, actriz. - Bruce Springsteen, cantante. - Howard Stern, locutor y presentador. - Ben Stiller, actor. - Barbra Streisand, actriz, cantante y compositora. - Cecily Strong, actriz. - Bella Thorne, actriz y cantante. - George Wallace, comediante. - Kerry Washington, actriz. - Sam Waterston, actor. - Sigourney Weaver, actriz. - Oprah Winfrey, presentadora. - Stevie Wonder, cantautor. - Lil Nas X, rapero. - Charli XCX, cantante. - Neil Young, cantante. Funcionarios internacionales - Luiz Inácio Lula da Silva, presidente de Brasil (2003-2010, 2023-presente). - Gustavo Petro, presidente de Colombia (2022-presente). - Jacinda Ardern, primera ministra de Nueva Zelanda (2017-2023). - Cellou Dalein Diallo, primer ministro de Guinea (2004-2006). - Vicente Fox, presidente de México (2000-2006). - Pedro Sánchez, presidente del gobierno de España (2018-presente) - Yolanda Díaz, vicepresidenta del gobierno de España (2021-presente) - Albin Kurti, primer ministro de Kosovo (2021-presente). |

| Donald Trump (R) |
| Funcionarios - Alexander Acosta, secretario de Trabajo de los Estados Unidos (2017-2019). - William Barr, fiscal general de los Estados Unidos (1991-1993; 2019-2020). - William Bennett, secretario de Educación de los Estados Unidos (1985-1988). - David Bernhardt, secretario del Interior de los Estados Unidos (2019-2021). - Lynda Blanchard, embajadora en Eslovenia (2019-2021). - Terry Branstad, embajador en China (2017-2020). - Jovita Carranza, administradora de la Administración de Pequeños Negocios (2020-2021). - Ben Carson, secretario de Vivienda y Desarrollo Urbano de los Estados Unidos (2017-2021). - Kelly Craft, embajadora en Canadá (2017-2019) y embajadora ante Naciones Unidas (2019-2021). - Betsy DeVos, secretaria de Educación de los Estados Unidos (2017-2021). - David M. Friedman, embajador en Israel (2017-2021). - Calista Gingrich, embajadora ante la Santa Sede (2017-2021). - Richard Grenell, embajador en Alemania (2018-2020) y director de Inteligencia Nacional (2020). - Nikki Haley, embajadora ante Naciones Unidas (2017-2018). - Robert Lighthizer, representante de Comercio de los Estados Unidos (2017-2021). - Linda McMahon, administradora de la Administración de Pequeños Negocios (2017-2019). - Mark Meadows, jefe de gabinete de la Casa Blanca (2020-2021). - Edwin Meese, Fiscal General de los Estados Unidos (1985-1988). - Steven Mnuchin, secretario del Tesoro de los Estados Unidos (2017-2021). - Mick Mulvaney, jefe de gabinete de la Casa Blanca (2019-2020). - Kash Patel, jefe de gabinete de la Secretaría de Defensa de los Estados Unidos (2020-2021). - Rick Perry, secretario de Energía de los Estados Unidos (2017-2019). - Mike Pompeo, director de la Agencia Central de Inteligencia (2017-2018) y secretario de Estado (2018-2021). - Reince Priebus, jefe de gabinete de la Casa Blanca (2017). - John Ratcliffe, director de Inteligencia Nacional (2020-2021). - Wilbur Ross, secretario de Comercio de los Estados Unidos (2017-2021). - Eugene Scalia, secretario de Trabajo de los Estados Unidos (2019-2021). - Jeff Sessions, fiscal general de los Estados Unidos (2017-2018). - Tommy Thompson, secretario de Salud y Servicios Humanos de los Estados Unidos (2001-2005). - Ivanka Trump, asesora del presidente (2017-2021). - Russell Vought, director de la Oficina de Administración y Presupuesto (2019-2021). - Andrew R. Wheeler, administrador de la Agencia de Protección Ambiental (2018-2021). - Matthew Whitaker, fiscal general de los Estados Unidos (2018-2019). - Robert Wilkie, secretario de Asuntos de los Veteranos de los Estados Unidos (2018-2021). Gobernadores - Greg Abbott, gobernador de Texas. - Doug Burgum, gobernador de Dakota del Norte. - Spencer Cox, gobernador de Utah. - Ron DeSantis, gobernador de Florida. - Mike DeWine, gobernador de Ohio. - Mike Dunleavy, gobernador de Alaska. - Greg Gianforte, gobernador de Montana. - Mark Gordon, gobernador de Wyoming. - Sarah Huckabee Sanders, gobernadora de Arkansas. - Kay Ivey, gobernadora de Alabama. - Jim Justice, gobernador de Virginia Occidental. - Brian Kemp, gobernador de Georgia. - Jeff Landry, gobernador de Luisiana. - Bill Lee, gobernador de Tennessee. - Brad Little, gobernador de Idaho. - Joe Lombardo, gobernador de Nevada. - Henry McMaster, gobernador de Carolina del Sur. - Kristi Noem, gobernadora de Dakota del Sur. - Mike Parson, gobernador de Misuri. - Jim Pillen, gobernador de Nebraska. - Tate Reeves, gobernador de Misisipi. - Kim Reynolds, gobernadora de Iowa. - Kevin Stitt, gobernador de Oklahoma. - Chris Sununu, gobernador de Nuevo Hampshire. - Glenn Youngkin, gobernador de Virginia. Senadores - John Barrasso, senador por Wyoming. - Marsha Blackburn, senadora por Tennessee. - Mike Braun, senador por Indiana. - Katie Britt, senadora por Alabama. - Ted Budd, senador por Carolina del Norte. - John Cornyn, senador por Texas. - Tom Cotton, senador por Arkansas. - Kevin Cramer, senador por Dakota del Norte. - Mike Crapo, senador por Idaho. - Ted Cruz, senador por Texas. - Steve Daines, senador por Montana. - Joni Ernst, senadora por Iowa. - Deb Fischer, senadora por Nebraska. - Lindsey Graham, senador por Carolina del Sur. - Chuck Grassley, senador por Iowa. - Bill Hagerty, senador por Tennessee. - Josh Hawley, senador por Misuri. - John Hoeven, senador por Dakota del Norte. - Ron Johnson, senador por Wisconsin. - Cindy Hyde-Smith, senadora por Misisipi. - John Kennedy, senador por Luisiana. - James Lankford, senador por Oklahoma. - Mike Lee, senador por Utah. - Cynthia Lummis, senadora por Wyoming. - Roger Marshall, senador por Kansas. - Mitch McConnell, senador por Kentucky. - Shelley Moore Capito, senadora por Virginia Occidental. - Markwayne Mullin, senador por Oklahoma. - Pete Ricketts, senador por Nebraska. - Jim Risch, senador por Idaho. - Mike Rounds, senador por Dakota del Sur. - Marco Rubio, senador por Florida. - Eric Schmitt, senador por Misuri. - Rick Scott, senador por Florida. - Tim Scott, senador por Carolina del Sur. - Dan Sullivan, senador por Alaska. - John Thune, senador por Dakota del Sur. - Thom Tillis, senador por Carolina del Norte. - Tommy Tuberville, senador por Alabama. - JD Vance, senador por Ohio. - Roger Wicker, senador por Misisipi. Representantes - Robert Aderholt, AL-04. - Mark Alford, MO-04. - Rick Allen, GA-12. - Mark Amodei, NV-02. - Kelly Armstrong, ND-AL. - Jodey Arrington, TX-19. - Brian Babin, TX-36. - Don Bacon, NE-02. - Jim Baird, IN-04. - Troy Balderson, OH-12. - Jim Banks, IN-03. - Andy Barr, KY-06. - Aaron Bean, FL-04. - Cliff Bentz, OR-02. - Jack Bergman, MI-01. - Stephanie Bice, OK-05. - Andy Biggs, AZ-05. - Gus Bilirakis, FL-12. - Dan Bishop. NC-08. - Lauren Boebert, CO-03. - Mike Bost, IL-12. - Josh Brecheen, OK-02. - Vern Buchanan, FL-16. - Larry Bucshon, IN-08. - Michael Burgess, TX-26. - Eric Burlison, MO-07. - Ken Calvert, CA-41. - Kat Cammack, FL-03. - Mike Carey, OH-15. - Jerry Carl, AL-01. - Buddy Carter, GA-01. - John Carter, TX-31. - Lori Chavez-DeRemer, OR-05. - Juan Ciscomani, AZ-06. - Ben Cline, VA-06. - Andrew Clyde, GA-09. - Tom Cole, OK-04. - Mike Collins, GA-10. - James Comer, KY-01. - Eli Crane, AZ-02. - Rick Crawford, AR-01. - Dan Crenshaw, TX-02. - Warren Davidson, OH-08. - Monica De La Cruz, TX-15. - Scott DesJarlais, TN-04. - Anthony D'Esposito, NY-04. - Mario Diaz-Balart, FL-26. - Byron Donalds, FL-19. - John Duarte, CA-13. - Jeff Duncan, SC-03. - Neal Dunn, FL-02. - Chuck Edwards, NC-11. - Jake Ellzey, TX-06. - Tom Emmer, MN-06. - Ron Estes, KS-04. - Mike Ezell, MS-04. - Pat Fallon, TX-04. - Randy Feenstra, IA-04. - Brad Finstad, MN-01. - Michelle Fischbach, MN-07. - Scott Fitzgerald, WI-05. - Chuck Fleischmann, TN-03. - Mike Flood, NE-01. - Vince Fong, CA-20. - Virginia Foxx, NC-05. - Scott Franklin, FL-18. - Russell Fry, SC-07. - Russ Fulcher, ID-01. - Matt Gaetz, FL-01. - Mike Garcia, CA-27. - Carlos Giménez, FL-28. - Tony Gonzales, TX-23. - Bob Good, VA-05. - Lance Gooden, TX-05. - Paul Gosar, AZ-09. - Garret Graves, LA-06. - Sam Graves, MO-06. - Mark Green, TN-07. - Marjorie Taylor Greene, GA-14. - Morgan Griffith, VA-09. - Glenn Grothman, WI-06. - Michael Guest, MS-03. - Brett Guthrie, KY-02. - Harriet Hageman, WY-AL. - Andy Harris, MD-01. - Diana Harshbarger, TN-01. - Kevin Hern, OK-01. - Clay Higgins, LA-03. - Ashley Hinson, IA-02. - Erin Houchin, IN-09. - Richard Hudson, NC-09. - Bill Huizenga, MI-04. - Wesley Hunt, TX-38. - Darrell Issa, CA-48. - Ronny Jackson, TX-13. - John James, MI-10. - Mike Johnson, LA-04. - Jim Jordan, OH-04. - John Joyce, PA-13. - Thomas Kean Jr., NJ-07. - Mike Kelly, PA-16. - Trent Kelly, MS-01. - Jen Kiggans, VA-02. - David Kustoff, TN-08. - Darin LaHood, IL-16. - Nick LaLota, NY-01. - Doug LaMalfa, CA-01. - Nick Langworthy, NY-23. - Mike Lawler, NY-17. - Laurel Lee, FL-15. - Debbie Lesko, AZ-08. - Julia Letlow, LA-05. - Barry Loudermilk, GA-11. - Anna Paulina Luna, FL-13. - Frank Lucas, OK-03. - Nancy Mace, SC-01. - Tracey Mann, KS-01. - Nicole Malliotakis, NY-11. - Brian Mast, FL-21. - Lisa McClain, MI-09. - Tom McClintock, CA-05. - Rich McCormick, GA-06. - Dan Meuser, PA-09. - Carol Miller, WV-01. - Mary Miller, IL-15. - Max Miller, OH-07. - Cory Mills, FL-07. - Marc Molinaro, NY-19. - John Moolenaar, MI-02. - Alex Mooney, WV-02. - Barry Moore, AL-02. - James Moylan, GU-AL. - Troy Nehls, TX-22. - Dan Newhouse, WA-04. - Ralph Norman, SC-05. - Jay Obernolte, CA-23. - Andy Ogles, TN-05. - Burgess Owens, UT-04. - Gary Palmer, AL-06. - Scott Perry, PA-10. - August Pfluger, TX-11. - Bill Posey, FL-08. - Guy Reschenthaler, PA-14. - Hal Rogers, KY-05. - Mike Rogers, AL-03. - John Rose, TN-06. - Matt Rosendale, MT-02. - David Rouzer, NC-07. - Chip Roy, TX-21. - Michael Rulli, OH-06. - John Rutherford, FL-05. - María Elvira Salazar, FL-27. - Steve Scalise, LA-01. - David Schweikert, AZ-01. - Austin Scott, GA-08. - Keith Self, TX-03. - Pete Sessions, TX-17. - Mike Simpson, ID-02. - Adrian Smith, NE-03. - Chris Smith, NJ-04. - Jason Smith, MO-08. - Lloyd Smucker, PA-11. - Victoria Spartz, IN-05. - Pete Stauber, MN-08. - Michelle Steel, CA-45. - Elise Stefanik, NY-21. - Bryan Steil, WI-01. - Greg Steube, FL-17. - Dale Strong, AL-05. - Claudia Tenney, NY-24. - Glenn Thompson, PA-15. - Tom Tiffany, WI-07. - William Timmons, SC-04. - Mike Turner, OH-10. - Jeff Van Drew, NJ-02. - Beth Van Duyne, TX-24. - Derrick Van Orden, WI-03. - Ann Wagner, MO-02. - Tim Walberg, MI-05. - Michael Waltz, FL-06. - Randy Weber, TX-14. - Daniel Webster, FL-11. - Brad Wenstrup, OH-02. - Bruce Westerman, AR-04. - Brandon Williams, NY-22. - Roger Williams, TX-25. - Joe Wilson, SC-02. - Rob Wittman, VA-01. - Steve Womack, AR-03. - Rudy Yakym, IN-02. - Ryan Zinke, MT-01. Organizaciones - ACT for America - Americans for Limited Government - Asociación Nacional del Rifle - CatholicVote - Club for Growth - Comité Nacional por el Derecho a la Vida - Comité Nacional Republicano del Congreso - Conferencia Política de Acción Conservadora - Consejo de Investigación Familiar - Courageous Conservatives PAC - Deplorable Pride - Faith and Freedom Coalition - Latinos para Trump - LaRouche PAC - Lista Susan B. Anthony - Operation Rescue - Political Victory Fund - Sacerdotes por la Vida - Safari Club International - Save America - Students for Life of America - Tea Party Patriots - Tea Party Express - Tea Party Patriots Citizens Fund - Texas Patriots PAC - The Conservative Caucus - Turning Point Action - Veterans for America First - Women for America First - Young Republicans Sindicatos - Asociación Benevolente de la Policía de Florida - Asociación de Trabajadores del Petróleo y el Gas - Asociación Nacional de Organizaciones Policiales - Consejo Nacional de Patrulla Fronteriza - Constructores y Contratistas Asociados - Orden Fraternal Nacional de Policía - Unión Internacional de Asociaciones de Policía Medios de comunicación - Human Events - KHTS - Las Vegas Review-Journal - Laurel Leader-Call - Law Enforcement Today - Maxim - NewBostonPost - New York Post - Ouachita Citizen - Republican-American - Rhino Times - St. Joseph News-Press - The Jewish Press - The Jewish Voice - The New York Sun - The Santa Clarita Valley Signal - The Washington Times - Tulsa Beacon - UHN Plus - Washington Examiner Individuales - Anuel AA, rapero. - Ali Abdelaziz, artista marcial mixto. - Bill Ackman, gestor de fondos e inversor. - Scott Adams, dibujante y autor. - Miriam Adelson, empresaria y médica. - Trace Adkins, cantante y actor. - Sohrab Ahmari, periodista, editor y autor. - DJ Akademiks, bloguero y youtuber. - Baked Alaska, personalidad de medios. - Jason Aldean, cantante. - Buzz Aldrin, astronauta. - Khalilah Ali, actriz. - Sam Alvey, artista marcial mixto. - Ottis Anderson, jugador de fútbol americano. - Emily Austin, periodista, locutora, modelo e influencer. - Sada Baby, rapero y cantante. - Scott Baio, actor. - Azealia Banks, rapera, cantante y compositora. - Roseanne Barr, actriz. - Le'Veon Bell, futbolista. - Alex Berenson, escritor. - Jake Bequette, futbolista. - Robert Bigelow, empresario. - Joe Biggs, personalidad de medios. - Ryan Binkley, empresario y pastor protestante. - Kodak Black, rapero, cantante y compositor. - Bleona, cantante, modelo y actriz. - María Luisa Piraquive, pastora protestante. - Walter Block, economista. - Forgiato Blow, rapero. - Michelle Bolsonaro, primera dama de Brasil (2019-2023). - Martha Boneta, asesora política y comentarista. - Nick Bosa, futbolista. - L. Brent Bozell III, escritor y activista. - Russell Brand, actor y comediante. - Jack Brewer, futbolista. - Wesley Britt, futbolista. - Antonio Brown, futbolista. - Benny the Butcher, rapero y compositor. - Harrison Butker, futbolista. - Martha Byrne, actriz. - Dean Cain, actor. - Jonathan Cain, músico, cantante y compositor. - Gina Carano, actriz. - Tucker Carlson, comentarista político. - Cara Castronuova, boxeadora, entrenadora física, locutora y activista. - Stacy Keibler, actriz, luchadora y modelo. - Jim Caviezel, actor. - Henry Cejudo, artista marcial mixto. - Bianca Censori, modelo y arquitecta. - Vince McMahon, empresario. - 50 Cent, rapero, compositor y actor. - Michael Chandler, artista marcial mixto. - Richard Childress, piloto de carreras. - Khamzat Chimaev, artista marcial mixto. - Derek Chisora, boxeador. - Savannah Chrisley, personalidad de televisión. - Steve Austin, luchador. - Roger Clemens, beisbolista. - Ryan Cohen, empresario e inversor. - Kurt Angle, luchador. - Michael Copon, actor. - Paul Wight, luchador. - Colby Covington, artista marcial mixto. - Naked Cowboy, cantante y artista callejero. - Zack Cozart, beisbolista. - Maxx Crosby, futbolista. - Jeff Jarrett, luchador. - Sophie Cunningham, baloncestista. - Bobby Lashley, luchador. - Billy Ray Cyrus, cantante, músico y compositor. - Gene Snitsky, luchador. - DaBaby, rapero. - Mageina Tovah, actriz. - John Daly, golfista. - Johnny Damon, beisbolista. - Dillon Danis, artista marcial mixto. - Marjorie Dannenfelser, activista. - Beneil Dariush, artista marcial mixto. - Robert Davi, actor y cantante. - Hannah Pearl Davis, youtuber y comentarista política. - Jerone Davison, futbolista. - Paula Deen, chef, autor y personalidad de televisión. - Diamond, vloguera y comentarista política.(†) - Nick Dinsmore, luchador. - Tudor Dixon, comentarista política y empresaria. - John Dolmayan, músico. - Jimmy Dore, comediante, youtuber y comentarista político. - Rod Dreher, escritor y editor. - 42 Dugg, rapero y cantante. - Cody Durden, artista marcial mixto. - Jack Eichel, jugador de hockey sobre hielo. - Larry Elder, abogado, presentador de radio y comentarista político. - Mar Mari Emmanuel, clérigo siríaco. - Quinn Ewers, futbolista. - Joe Exotic, guardián de zoológico y político. - Brett Favre, futbolista. - Jerry Falwell Jr., abogado y académico. - Jay Feely, futbolista. - Sean Feucht, cantante y compositor. - Ric Flair, luchador. - Kay Flock, rapero. - Waka Flocka Flame, rapero. - Fivio Foreign, rapero. - Steve Forbes, ejecutivo. - Laurence Fox, actor. - Devin Franco, actor pornográfico. - María Gabriela Franco, tiradora deportiva. - Enes Kanter Freedom, baloncestista. - Nick Fuentes, youtuber. (retiró su apoyo) - Sheff G, rapero. - Tulsi Gabbard, política. - Danny Gable, luchador. - Justin Gaethje, artista marcial mixto. - Riley Gaines, nadadora. - Vincent Gallo, actor. - Sauce Gardner, futbolista. - Steve Garvey, beisbolista. - Mel Gibson, actor, director y productor de cine. - Wallace Gilberry, futbolista. - Franklin Graham, pastor protestante. - Kelsey Grammer, actor. - Lee Greenwood, cantante y músico. - Vinny Guadagnino, personalidad de televisión. - Kimberly Guilfoyle, abogada y personalidad de televisión. - Alina Habba, abogada. - Bryce Hall, personalidad de redes sociales. - Sleepy Hallow, rapero. - Victor Davis Hanson, historiador, autor y profesor. - Natalie Harp, expersonalidad de televisión. - Rick Harrison, empresario y personalidad de televisión. - Taylor Heinicke, futbolista. - Jeffery Hildebrand, empresario. - Tony Hinchcliffe, comediante. - Bo Hines, futbolista. - Hulk Hogan, luchador. - Vicki Hollub, empresaria. - Lou Holtz, entrenador de fútbol, autor y comentarista deportivo. - Michel Houellebecq, escritor. - Marlon Humphrey, atleta y futbolista. - Sophia Hutchins, empresaria y socialité. - Douglas Ivester, empresario. - Victoria Jackson, comediante y actriz. - Lord Jamar, rapero y DJ. - Nicky Jam, rapero y cantante. (retiró su apoyo) - Chris Janson, cantante. - Caitlyn Jenner, atleta y personalidad de televisión. - Kerry Katona, cantante y personalidad de televisión. - Chief Keef, rapero y productor discográfico. - Keemstar, youtuber. - Brian Kelley, músico y cantante. - Jay Kemmerer, empresario y filántropo. - Robert F. Kennedy Jr, abogado, activista y político. - Tim Kennedy, soldado y artista marcial mixto. - Charlie Kirk, activista. - Robert Kiyosaki, empresario y autor. - Brad Kohler, artista marcial mixto. - Vivian Kubrick, compositora y directora de cine. - Arthur Laffer, economista. - Kari Lake, presentadora de televisión. - Alexi Lalas, futbolista. - Nick Land, filósofo y escritor. - Swae Lee, rapero, cantante y compositor. - Nik Lentz, artista marcial mixto. - Zachary Levi, actor. - Corey Lewandowski, comentarista y operador político. - Aaron Lewis, cantante y músico. - Mike Lindell, empresario. - Carl Lindner III, empresario. - Lovari, cantante. - Tom MacDonald, rapero. - Lady MAGA, drag queen, influencer y activista. - Robert Malone, médico y bioquímico. - David Mamet, dramaturgo, guionista, ensayista y director de cine. - Money Man, rapero. - Taryn Manning, actriz, cantante y compositora. - Marla Maples, actriz. - Mase, rapero. - Blake Masters, empresario y político. - Jorge Masvidal, artista marcial mixto. - Drea de Matteo, actriz. - Phil McGraw, autor y personalidad de televisión. - Conor McGregor, artista marcial mixto. - Justin Meram, futbolista. - Rebekah Mercer, operadora financiera, activista y donante política. - Robert Mercer, administrador de fondos de cobertura, informático y donante político. - Shawne Merriman, futbolista. - M.I.A., cantante y rapera. - Gardner Minshew, futbolista. - Justin Moore, cantante y músico. - George Murdoch, luchador. - Elon Musk, empresario e inversor. - Nacho, cantante. - Sheila Nazarian, cirujana plástica y personalidad televisiva. - Dasha Nekrasova, actriz, guionista y podcaster. - Bo Nickal, artista marcial mixto. - Oleksandra Nikolayenko, actriz. - Roger Norman, piloto de carreras. - Ted Nugent, músico, cantante y activista. - Malik Obama, empresario. - Martin O'Donnell, compositor. - OhGeesy, rapero. - Susan Olsen, actriz. - Alexander Otaola, actor, comediante, activista y personalidad de medios sociales. - Candace Owens, autora, comentarista política y presentadora de televisión. - Natasha Owens, cantante y compositora. - Mehmet Öz, médico y presentador de televisión. - Geoffrey Palmer, desarrollador inmobiliario y donante político. - Jake Paul, boxeador. - Logan Paul, luchador e influencer. - Katie Pavlich, comentarista, autora, bloguera y podcaster. - Frank Pavone, sacerdote católico y activista. - Shawn Michaels, luchador. - Roger Penske, piloto de carreras y empresario. - Triple H, luchador. - Mike Perry, artista marcial mixto. - Jordan Peterson, psicólogo y académico. - Gary Player, golfista. - Poppy, cantante. - Tim Pool, youtuber y comentarista político. - Jack Posobiec, presentador y corresponsal de televisión y activista. - Cody Rhodes, luchador. - Lil Pump, rapero. - Dennis Quaid, actor. - Randy Quaid, actor. - Justin Quiles, cantante y compositor. - Chaya Raichik, personalidad de medios sociales. - Vivek Ramaswany, empresario. - Dave Ramsey, escritor y personalidad de radio. - John Ratzenberger, actor. - Michael Reagan, presentador de radio y comentarista político. - Zain Retherford, luchador. - Santino Rice, diseñador de moda y personalidad de televisión. - John Rich, cantante. - Kyle Rittenhouse, personaje público y activista. - Mariano Rivera, beisbolista. - Phil Robertson, empresario y personalidad de televisión. - Kid Rock, cantante, músico y compositor. - Amber Rose, modelo y actriz. - Joe Rogan, comentarista. - Lila Rose, activista. - Adin Ross, personalidad de internet. - Phil Ruffin, empresario. - Ryback, luchador. - Antonio Sabàto Jr., actor. - David O. Sacks, empresario, autor e inversor. - John Schnatter, empresario. - John Schneider, actor. - Rob Schneider, actor y comediante. - Teemu Selänne, jugador de hockey sobre hielo. - Jerrod Sessler, piloto de carreras. - Nicole Shanahan, abogada. - Ben Shapiro, escritor y activista. - Silk, vloguera y comentarista política. - Kevin Sorbo, actor. - Frank Stallone, músico. - Darryl Strawberry, beisbolista. - Sean Strickland, artista marcial mixto. - Kristy Swanson, actriz. - Tatanka, luchador. - Andrew Tate, boxeador y empresario. - Lawrence Taylor, futbolista. - Topher, rapero, compositor y comentarista político. - Trick Trick, rapero. - Travis Tritt, cantante. - Jamal Trulove, actor. - Donald Trump Jr., empresario. - Eric Trump, empresario. - Melania Trump, modelo; primera dama de los Estados Unidos (2017-2021). - Tiffany Trump, socialité. - Mike Tyson, boxeador. - The Undertaker, luchador. - Brian Urlacher, futbolista. - Holly Valance, actriz y modelo. - Usha Vance, abogada. - Bob Vander Plaats, activista. - CoCo Vandeweghe, tenista. - Eduardo Verástegui, actor y activista. - Icewear Vezzo, rapero. - Tim Viens, piloto de carreras. - Carlo Maria Viganò, clérigo católico. - Bruce Willis, actor. - Jon Voight, actor. - Herschel Walker, futbolista y artista marcial. - Mike Wallace, futbolista. - Taylor Walls, beisbolista. - Jesse Watters, comentarista político y presentador de televisión. - Lil Wayne, rapero. - Chris Webby, rapero. - Bret Weinstein, biólogo y autor. - Kanye West, rapero, productor discográfico, cantante y empresario. - Blaire White, youtuber y comentadora política. - Royce White, baloncestista y artista marcial mixto. - Gretchen Wilson, cantante. - Jake Hager, luchador profesional. - Glenn Gilbertti, luchador. - Naomi Wolf, escritora y periodista. - Derek Wolfe, futbolista. - James Woods, actor. - xQc, streamer. - Vitaly Zdorovetskiy, youtuber y personalidad de internet. - Chuck Zito, actor. - Kamaru Usman, artista marcial mixto. Funcionarios internacionales - Tony Abbott, primer ministro de Australia (2013-2015). - Ilham Alíyev, presidente de Azerbaiyán (2003-presente). - Andrej Babiš, primer ministro de República Checa (2017-2021). - Jair Bolsonaro, presidente de Brasil (2019-2023). - Andrzej Duda, presidente de Polonia (2015-presente). - Rodrigo Duterte, presidente de las Filipinas (2016-2022). - Recep Tayyip Erdoğan, presidente de Turquía (2014-presente). - Robert Fico, primer ministro de Eslovaquia (2006–2010, 2012–2018, 2023–presente). - Boris Johnson, primer ministro de Reino Unido (2019-2022). - John Key, primer ministro de Nueva Zelanda (2008-2016). - Václav Klaus, presidente de República Checa (2003-2013). - Aleksandr Lukashenko, presidente de Bielorrusia (1994-presente). - Mauricio Macri, presidente de Argentina (2015-2019). - Dmitri Medvédev, presidente de Rusia (2008-2012) y primer ministro de Rusia (2012-2020). - Hristijan Mickoski, primer ministro de Macedonia del Norte (2024-presente). - Javier Milei, presidente de Argentina (2023-presente). - Viktor Orbán, primer ministro de Hungría (1998-2002; 2010-presente). - Matteo Salvini, ministro del interior de Italia (2018-2019). - Gerhard Schröder, canciller de Alemania (1998-2005). - Liz Truss, primera ministro de Reino Unido (2022). - Aleksandar Vučić, presidente de Serbia (2017-presente). - Miloš Zeman, presidente de República Checa (2013-2023). - Álvaro Uribe Vélez, presidente de Colombia (2002-2010). - Nayib Bukele, presidente de El Salvador (2019-presente). - Mariano Rajoy, presidente del Gobierno de España (2011-2018). |

## Encuestas

### Trump vs. Harris (2024)

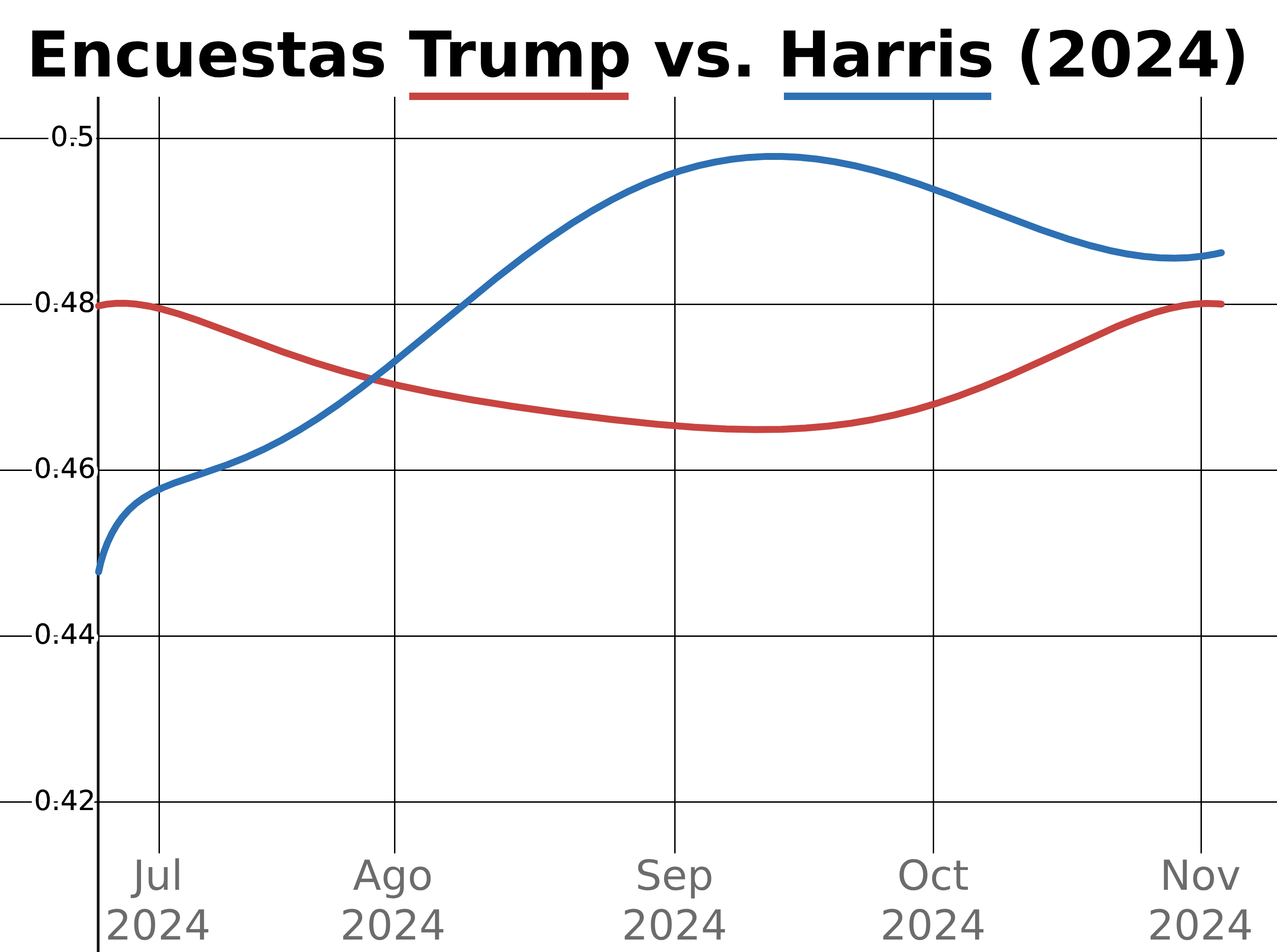

| Fecha                    | Fuente                                                                                  | Muestra                                                                                 | Trump Republicano                                                                       | Harris Demócrata                                                                        | Ventaja                                                                                 |
| ------------------------ | --------------------------------------------------------------------------------------- | --------------------------------------------------------------------------------------- | --------------------------------------------------------------------------------------- | --------------------------------------------------------------------------------------- | --------------------------------------------------------------------------------------- |
| Fecha                    | Fuente                                                                                  | Muestra                                                                                 |                                                                                         |                                                                                         | Ventaja                                                                                 |
| 3 de noviembre de 2024   | Zogby                                                                                   | 1005                                                                                    | 46 %                                                                                    | 49 %                                                                                    | 3                                                                                       |
| 3 de noviembre de 2024   | Research Co.                                                                            | 1003                                                                                    | 46 %                                                                                    | 48 %                                                                                    | 2                                                                                       |
| 3 de noviembre de 2024   | Patriot Polling                                                                         | 1115                                                                                    | 48 %                                                                                    | 49 %                                                                                    | 1                                                                                       |
| 2 de noviembre de 2024   | Marist College                                                                          | 1297                                                                                    | 47 %                                                                                    | 51 %                                                                                    | 4                                                                                       |
| 2 de noviembre de 2024   | AtlasIntel                                                                              | 2463                                                                                    | 50 %                                                                                    | 48 %                                                                                    | 2                                                                                       |
| 2 de noviembre de 2024   | TIPP Insights                                                                           | -                                                                                       | 49 %                                                                                    | 48 %                                                                                    | 1                                                                                       |
| 2 de noviembre de 2024   | Hart Research Associates                                                                | 1000                                                                                    | 49 %                                                                                    | 49 %                                                                                    | -                                                                                       |
| 2 de noviembre de 2024   | Emerson College                                                                         | 1000                                                                                    | 49 %                                                                                    | 49 %                                                                                    | -                                                                                       |
| 2 de noviembre de 2024   | ActiVote                                                                                | 1000                                                                                    | 50.5 %                                                                                  | 49.5 %                                                                                  | 1                                                                                       |
| 1 de noviembre de 2024   | ABC News                                                                                | 2267                                                                                    | 46 %                                                                                    | 49 %                                                                                    | 3                                                                                       |
|                          |                                                                                         |                                                                                         |                                                                                         |                                                                                         |                                                                                         |
| 31 de octubre de 2024    | Kaplan Strategies                                                                       | 671                                                                                     | 48 %                                                                                    | 47 %                                                                                    | 1                                                                                       |
| 31 de octubre de 2024    | Morning Consult                                                                         | 8918                                                                                    | 47 %                                                                                    | 49 %                                                                                    | 2                                                                                       |
| 31 de octubre de 2024    | SoCal Strategies                                                                        | 984                                                                                     | 50 %                                                                                    | 49 %                                                                                    | 1                                                                                       |
| 31 de octubre de 2024    | AtlasIntel                                                                              | 3490                                                                                    | 50 %                                                                                    | 48 %                                                                                    | 2                                                                                       |
| 31 de octubre de 2024    | TIPP Insights                                                                           | 1249                                                                                    | 49 %                                                                                    | 48 %                                                                                    | 1                                                                                       |
| 31 de octubre de 2024    | Echelon Insights                                                                        | 1328                                                                                    | 48 %                                                                                    | 50 %                                                                                    | 2                                                                                       |
| 30 de octubre de 2024    | OnMessage                                                                               | 800                                                                                     | 47 %                                                                                    | 45 %                                                                                    | 2                                                                                       |
| 30 de octubre de 2024    | Quantus Insights                                                                        | 1832                                                                                    | 49 %                                                                                    | 48 %                                                                                    | 1                                                                                       |
| 30 de octubre de 2024    | American Pulse Research                                                                 | 822                                                                                     | 47 %                                                                                    | 49 %                                                                                    | 2                                                                                       |
| 29 de octubre de 2024    | Forbes/HarrisX                                                                          | 3718                                                                                    | 49 %                                                                                    | 51 %                                                                                    | 2                                                                                       |
| 29 de octubre de 2024    | RABA Research                                                                           | 781                                                                                     | 44 %                                                                                    | 48 %                                                                                    | 4                                                                                       |
| 29 de octubre de 2024    | AtlasIntel                                                                              | 3032                                                                                    | 50 %                                                                                    | 48 %                                                                                    | 2                                                                                       |
| 29 de octubre de 2024    | TIPP Insights                                                                           | 1302                                                                                    | 47 %                                                                                    | 48 %                                                                                    | 1                                                                                       |
| 28 de octubre de 2024    | Rasmussen Reports                                                                       | 2369                                                                                    | 48 %                                                                                    | 46 %                                                                                    | 2                                                                                       |
| 27 de octubre de 2024    | Morning Consult                                                                         | 8807                                                                                    | 47 %                                                                                    | 50 %                                                                                    | 3                                                                                       |
| 25 de octubre de 2024    | CBS News                                                                                | 2161                                                                                    | 49 %                                                                                    | 50 %                                                                                    | 1                                                                                       |
| 25 de octubre de 2024    | TIPP                                                                                    | 1333                                                                                    | 48 %                                                                                    | 48 %                                                                                    | -                                                                                       |
| 24 de octubre de 2024    | Emerson College                                                                         | 1000                                                                                    | 49 %                                                                                    | 49 %                                                                                    | -                                                                                       |
| 24 de octubre de 2024    | Rasmussen Reports                                                                       | 2745                                                                                    | 47 %                                                                                    | 48 %                                                                                    | 1                                                                                       |
| 24 de octubre de 2024    | TIPP                                                                                    | 1357                                                                                    | 47 %                                                                                    | 49 %                                                                                    | 2                                                                                       |
| 23 de octubre de 2024    | Big Village                                                                             | 1592                                                                                    | 45 %                                                                                    | 52 %                                                                                    | 7                                                                                       |
| 23 de octubre de 2024    | Clarity Campaign Labs                                                                   | 1314                                                                                    | 46 %                                                                                    | 50 %                                                                                    | 4                                                                                       |
| 23 de octubre de 2024    | New York Times                                                                          | 2516                                                                                    | 48 %                                                                                    | 48 %                                                                                    | -                                                                                       |
| 23 de octubre de 2024    | CNN                                                                                     | 1704                                                                                    | 47 %                                                                                    | 47 %                                                                                    | -                                                                                       |
| 22 de octubre de 2024    | ABC News                                                                                | 1913                                                                                    | 47 %                                                                                    | 51 %                                                                                    | 4                                                                                       |
| 22 de octubre de 2024    | Forbes                                                                                  | 1244                                                                                    | 51 %                                                                                    | 49 %                                                                                    | 2                                                                                       |
| 22 de octubre de 2024    | YouGov                                                                                  | 1293                                                                                    | 46 %                                                                                    | 49 %                                                                                    | 3                                                                                       |
| 22 de octubre de 2024    | TIPP                                                                                    | 1294                                                                                    | 47 %                                                                                    | 49 %                                                                                    | 2                                                                                       |
| 22 de octubre de 2024    | The Economist                                                                           | 1500                                                                                    | 46 %                                                                                    | 49 %                                                                                    | 3                                                                                       |
| 22 de octubre de 2024    | Walt Street Journal                                                                     | 1855                                                                                    | 49 %                                                                                    | 46 %                                                                                    | 3                                                                                       |
| 21 de octubre de 2024    | Redfield & Wilton Strategies                                                            | 1161                                                                                    | 47 %                                                                                    | 45 %                                                                                    | 2                                                                                       |
| 21 de octubre de 2024    | TIPP                                                                                    | 1268                                                                                    | 48 %                                                                                    | 48 %                                                                                    | -                                                                                       |
| 21 de octubre de 2024    | Reuters                                                                                 | 3307                                                                                    | 45 %                                                                                    | 48 %                                                                                    | 3                                                                                       |
| 20 de octubre de 2024    | Morning Consult                                                                         | 8570                                                                                    | 46 %                                                                                    | 50 %                                                                                    | 4                                                                                       |
| 20 de octubre de 2024    | TIPP                                                                                    | 1244                                                                                    | 48 %                                                                                    | 47 %                                                                                    | 1                                                                                       |
| 18 de octubre de 2024    | TIPP                                                                                    | 1254                                                                                    | 48 %                                                                                    | 46 %                                                                                    | 2                                                                                       |
| 18 de octubre de 2024    | Suffolk University                                                                      | 1000                                                                                    | 49 %                                                                                    | 50 %                                                                                    | 1                                                                                       |
| 17 de octubre de 2024    | AtlasIntel                                                                              | 4180                                                                                    | 51 %                                                                                    | 48 %                                                                                    | 3                                                                                       |
| 17 de octubre de 2024    | ActiVote                                                                                | 1000                                                                                    | 51 %                                                                                    | 49 %                                                                                    | 2                                                                                       |
| 16 de octubre de 2024    | Emerson Collage                                                                         | 1000                                                                                    | 48 %                                                                                    | 49 %                                                                                    | 1                                                                                       |
| 16 de octubre de 2024    | Rasmussen Reports                                                                       | 2108                                                                                    | 48 %                                                                                    | 48 %                                                                                    | -                                                                                       |
| 15 de octubre de 2024    | TIPP                                                                                    | 1248                                                                                    | 46 %                                                                                    | 50 %                                                                                    | 4                                                                                       |
| 15 de octubre de 2024    | YouGov                                                                                  | 1230                                                                                    | 45 %                                                                                    | 49 %                                                                                    | 4                                                                                       |
| 15 de octubre de 2024    | Rasmussen Reports                                                                       | 2049                                                                                    | 48 %                                                                                    | 47 %                                                                                    | 1                                                                                       |
| 14 de octubre de 2024    | Fox News                                                                                | 1110                                                                                    | 50 %                                                                                    | 48 %                                                                                    | 2                                                                                       |
| 13 de octubre de 2024    | Morning Consult                                                                         | 8647                                                                                    | 46 %                                                                                    | 50 %                                                                                    | 4                                                                                       |
| 13 de octubre de 2024    | HarrisX                                                                                 | 3145                                                                                    | 49 %                                                                                    | 51 %                                                                                    | 2                                                                                       |
| 11 de octubre de 2024    | HarrisX                                                                                 | 2010                                                                                    | 49 %                                                                                    | 51 %                                                                                    | 2                                                                                       |
| 11 de octubre de 2024    | CBS News                                                                                | 2712                                                                                    | 48 %                                                                                    | 51 %                                                                                    | 3                                                                                       |
| 10 de octubre de 2024    | RMG Research                                                                            | 2995                                                                                    | 47 %                                                                                    | 50 %                                                                                    | 3                                                                                       |
| 8 de octubre de 2024     | Co/efficient                                                                            | 2180                                                                                    | 46 %                                                                                    | 49 %                                                                                    | 3                                                                                       |
| 8 de octubre de 2024     | ABC News                                                                                | 1714                                                                                    | 48 %                                                                                    | 50 %                                                                                    | 2                                                                                       |
| 8 de octubre de 2024     | NBC News                                                                                | 1000                                                                                    | 48 %                                                                                    | 48 %                                                                                    | -                                                                                       |
| 8 de octubre de 2024     | ActiVote                                                                                | 1000                                                                                    | 51 %                                                                                    | 49 %                                                                                    | 2                                                                                       |
| 7 de octubre de 2024     | YouGov                                                                                  | 1230                                                                                    | 45 %                                                                                    | 49 %                                                                                    | 4                                                                                       |
| 7 de octubre de 2024     | Ipsos                                                                                   | 1076                                                                                    | 43 %                                                                                    | 46 %                                                                                    | 3                                                                                       |
| 6 de octubre de 2024     | Morning Consult                                                                         | 11 353                                                                                  | 46 %                                                                                    | 51 %                                                                                    | 5                                                                                       |
| 6 de octubre de 2024     | Research Co.                                                                            | 1001                                                                                    | 45 %                                                                                    | 49 %                                                                                    | 4                                                                                       |
| 6 de octubre de 2024     | The New York Times                                                                      | 3385                                                                                    | 46 %                                                                                    | 49 %                                                                                    | 3                                                                                       |
| 4 de octubre de 2024     | Big Village                                                                             | 755                                                                                     | 46 %                                                                                    | 50 %                                                                                    | 4                                                                                       |
| 4 de octubre de 2024     | I&I/TIPP                                                                                | 997                                                                                     | 46 %                                                                                    | 49 %                                                                                    | 3                                                                                       |
| 4 de octubre de 2024     | Yahoo News                                                                              | 1714                                                                                    | 46 %                                                                                    | 48 %                                                                                    | 2                                                                                       |
| 3 de octubre de 2024     | Data for Progress                                                                       | 1211                                                                                    | 46 %                                                                                    | 49 %                                                                                    | 3                                                                                       |
| 3 de octubre de 2024     | RMG Research                                                                            | 2965                                                                                    | 49 %                                                                                    | 49 %                                                                                    | -                                                                                       |
| 2 de octubre de 2024     | Rasmussen Reports                                                                       | 1762                                                                                    | 49 %                                                                                    | 47 %                                                                                    | 2                                                                                       |
| 1 de octubre de 2024     | YouGov                                                                                  | 1261                                                                                    | 46 %                                                                                    | 49 %                                                                                    | 3                                                                                       |
| 1 de octubre de 2024     | Emerson College                                                                         | 1000                                                                                    | 48 %                                                                                    | 50 %                                                                                    | 2                                                                                       |
| 1 de octubre de 2024     | Marist College                                                                          | 1294                                                                                    | 48 %                                                                                    | 50 %                                                                                    | 2                                                                                       |
| 1 de octubre de 2024     | Debate entre J. D. Vance y Tim Walz                                                     | Debate entre J. D. Vance y Tim Walz                                                     | Debate entre J. D. Vance y Tim Walz                                                     | Debate entre J. D. Vance y Tim Walz                                                     | Debate entre J. D. Vance y Tim Walz                                                     |
|                          |                                                                                         |                                                                                         |                                                                                         |                                                                                         |                                                                                         |
| 29 de septiembre de 2024 | Morning Consult                                                                         | 11 381                                                                                  | 46 %                                                                                    | 51 %                                                                                    | 5                                                                                       |
| 26 de septiembre de 2024 | Outward Intelligence                                                                    | 1735                                                                                    | 47 %                                                                                    | 53 %                                                                                    | 6                                                                                       |
| 25 de septiembre de 2024 | Rasmussen Reports                                                                       | 1820                                                                                    | 48 %                                                                                    | 46 %                                                                                    | 2                                                                                       |
| 25 de septiembre de 2024 | Echelon Insights                                                                        | 1005                                                                                    | 45 %                                                                                    | 52 %                                                                                    | 7                                                                                       |
| 25 de septiembre de 2024 | Big Village                                                                             | 1524                                                                                    | 46 %                                                                                    | 50 %                                                                                    | 4                                                                                       |
| 24 de septiembre de 2024 | ActiVote                                                                                | 1000                                                                                    | 49 %                                                                                    | 51 %                                                                                    | 2                                                                                       |
| 22 de septiembre de 2024 | Morning Consult                                                                         | 11 057                                                                                  | 45 %                                                                                    | 50 %                                                                                    | 5                                                                                       |
| 22 de septiembre de 2024 | Ipsos                                                                                   | 785                                                                                     | 44 %                                                                                    | 50 %                                                                                    | 6                                                                                       |
| 22 de septiembre de 2024 | Quinnipiac University                                                                   | 1728                                                                                    | 48 %                                                                                    | 48 %                                                                                    | -                                                                                       |
| 22 de septiembre de 2024 | CNN/SSRS                                                                                | 2074                                                                                    | 47 %                                                                                    | 48 %                                                                                    | 1                                                                                       |
| 20 de septiembre de 2024 | YouGov                                                                                  | 3129                                                                                    | 48 %                                                                                    | 52 %                                                                                    | 4                                                                                       |
| 19 de septiembre de 2024 | Morning Consult                                                                         | 10 528                                                                                  | 46 %                                                                                    | 50 %                                                                                    | 4                                                                                       |
| 19 de septiembre de 2024 | RMG Research                                                                            | 2969                                                                                    | 48 %                                                                                    | 50 %                                                                                    | 2                                                                                       |
| 19 de septiembre de 2024 | Outward Intelligence                                                                    | 1880                                                                                    | 47 %                                                                                    | 53 %                                                                                    | 6                                                                                       |
| 18 de septiembre de 2024 | Rasmussen Reports                                                                       | 1855                                                                                    | 49 %                                                                                    | 47 %                                                                                    | 2                                                                                       |
| 17 de septiembre de 2024 | Activote                                                                                | 1000                                                                                    | 47 %                                                                                    | 53 %                                                                                    | 6                                                                                       |
| 17 de septiembre de 2024 | YouGov                                                                                  | 1445                                                                                    | 45 %                                                                                    | 49 %                                                                                    | 4                                                                                       |
| 16 de septiembre de 2024 | Angus Reid                                                                              | 1707                                                                                    | 45 %                                                                                    | 49 %                                                                                    | 4                                                                                       |
| 15 de septiembre de 2024 | Morning Consult                                                                         | 11 022                                                                                  | 45 %                                                                                    | 51 %                                                                                    | 6                                                                                       |
| 15 de septiembre de 2024 | Big Village                                                                             | 1568                                                                                    | 43 %                                                                                    | 51 %                                                                                    | 8                                                                                       |
| 15 de septiembre de 2024 | Segundo intento de asesinato hacia Donald Trump                                         | Segundo intento de asesinato hacia Donald Trump                                         | Segundo intento de asesinato hacia Donald Trump                                         | Segundo intento de asesinato hacia Donald Trump                                         | Segundo intento de asesinato hacia Donald Trump                                         |
| 13 de septiembre de 2024 | ABC News                                                                                | 2196                                                                                    | 46 %                                                                                    | 52 %                                                                                    | 6                                                                                       |
| 13 de septiembre de 2024 | Data for Progress                                                                       | 1283                                                                                    | 46 %                                                                                    | 50 %                                                                                    | 4                                                                                       |
| 13 de septiembre de 2024 | Yahoo News                                                                              | 1705                                                                                    | 45 %                                                                                    | 49 %                                                                                    | 4                                                                                       |
| 13 de septiembre de 2024 | Forbes/HarrisX                                                                          | 3018                                                                                    | 48 %                                                                                    | 52 %                                                                                    | 4                                                                                       |
| 13 de septiembre de 2024 | TIPP Insights                                                                           | 1721                                                                                    | 43 %                                                                                    | 47 %                                                                                    | 4                                                                                       |
| 12 de septiembre de 2024 | Atlas Intel                                                                             | 1775                                                                                    | 51 %                                                                                    | 48 %                                                                                    | 2                                                                                       |
| 12 de septiembre de 2024 | Ipsos                                                                                   | 1405                                                                                    | 42 %                                                                                    | 47 %                                                                                    | 5                                                                                       |
| 12 de septiembre de 2024 | RMG Research                                                                            | 2756                                                                                    | 47 %                                                                                    | 51 %                                                                                    | 4                                                                                       |
| 11 de septiembre de 2024 | Morning Consult                                                                         | 3317                                                                                    | 45 %                                                                                    | 50 %                                                                                    | 5                                                                                       |
| 11 de septiembre de 2024 | SoCal Strategies                                                                        | 719                                                                                     | 45 %                                                                                    | 48 %                                                                                    | 3                                                                                       |
| 11 de septiembre de 2024 | Leger                                                                                   | 1174                                                                                    | 47 %                                                                                    | 50 %                                                                                    | 3                                                                                       |
| 11 de septiembre de 2024 | Rasmussen Reports                                                                       | 2390                                                                                    | 49 %                                                                                    | 47 %                                                                                    | 2                                                                                       |
| 10 de septiembre de 2024 | Primer debate presidencial Trump vs. Harris                                             | Primer debate presidencial Trump vs. Harris                                             | Primer debate presidencial Trump vs. Harris                                             | Primer debate presidencial Trump vs. Harris                                             | Primer debate presidencial Trump vs. Harris                                             |
| 10 de septiembre de 2024 | Morning Consult                                                                         | 3204                                                                                    | 46 %                                                                                    | 50 %                                                                                    | 4                                                                                       |
| 9 de septiembre de 2024  | ActiVote                                                                                | 1000                                                                                    | 49 %                                                                                    | 51 %                                                                                    | 2                                                                                       |
| 8 de septiembre de 2024  | Big Village                                                                             | 1546                                                                                    | 45 %                                                                                    | 49 %                                                                                    | 4                                                                                       |
| 8 de septiembre de 2024  | Morning Consult                                                                         | 10 608                                                                                  | 46 %                                                                                    | 49 %                                                                                    | 3                                                                                       |
| 6 de septiembre de 2024  | The New York Times                                                                      | 1695                                                                                    | 48 %                                                                                    | 47 %                                                                                    | 1                                                                                       |
| 5 de septiembre de 2024  | RMG Research                                                                            | 2701                                                                                    | 48 %                                                                                    | 50 %                                                                                    | 2                                                                                       |
| 5 de septiembre de 2024  | Outward Intelligence                                                                    | 1890                                                                                    | 48 %                                                                                    | 52 %                                                                                    | 4                                                                                       |
| 4 de septiembre de 2024  | Rasmussen Reports                                                                       | 1893                                                                                    | 47 %                                                                                    | 46 %                                                                                    | 1                                                                                       |
| 4 de septiembre de 2024  | Emerson College                                                                         | 1000                                                                                    | 47 %                                                                                    | 49 %                                                                                    | 2                                                                                       |
| 4 de septiembre de 2024  | Morning Consult                                                                         | 11 414                                                                                  | 46 %                                                                                    | 49 %                                                                                    | 3                                                                                       |
| 3 de septiembre de 2024  | Big Data Poll                                                                           | 3047                                                                                    | 50 %                                                                                    | 50 %                                                                                    | -                                                                                       |
| 2 de septiembre de 2024  | ActiVote                                                                                | 1000                                                                                    | 49 %                                                                                    | 51 %                                                                                    | 2                                                                                       |
|                          |                                                                                         |                                                                                         |                                                                                         |                                                                                         |                                                                                         |
| 30 de agosto de 2024     | TIPP Insights                                                                           | 1386                                                                                    | 45 %                                                                                    | 48 %                                                                                    | 3                                                                                       |
| 29 de agosto de 2024     | Outward Intelligence                                                                    | 2191                                                                                    | 47 %                                                                                    | 53 %                                                                                    | 6                                                                                       |
| 28 de agosto de 2024     | RMG Research                                                                            | 2191                                                                                    | 48 %                                                                                    | 51 %                                                                                    | 3                                                                                       |
| 28 de agosto de 2024     | Rasmussen Reports                                                                       | 1879                                                                                    | 48 %                                                                                    | 46 %                                                                                    | 1                                                                                       |
| 28 de agosto de 2024     | Clarity Campaign Labs                                                                   | 1238                                                                                    | 45 %                                                                                    | 51 %                                                                                    | 6                                                                                       |
| 28 de agosto de 2024     | USA TODAY                                                                               | 1000                                                                                    | 43 %                                                                                    | 48 %                                                                                    | 5                                                                                       |
| 27 de agosto de 2024     | Quantus Polls and News                                                                  | 1094                                                                                    | 47 %                                                                                    | 49 %                                                                                    | 2                                                                                       |
| 27 de agosto de 2024     | YouGov                                                                                  | 1197                                                                                    | 46 %                                                                                    | 47 %                                                                                    | 1                                                                                       |
| 25 de agosto de 2024     | Leger                                                                                   | 863                                                                                     | 46 %                                                                                    | 50 %                                                                                    | 4                                                                                       |
| 25 de agosto de 2024     | Morning Consult                                                                         | 7818                                                                                    | 44 %                                                                                    | 48 %                                                                                    | 4                                                                                       |
| 25 de agosto de 2024     | Echelon Insights                                                                        | 1031                                                                                    | 49 %                                                                                    | 48 %                                                                                    | 1                                                                                       |
| 24 de agosto de 2024     | Kaplan Strategies                                                                       | 1257                                                                                    | 46 %                                                                                    | 50 %                                                                                    | 4                                                                                       |
| 23 de agosto de 2024     | Angus Reid Global                                                                       | 1758                                                                                    | 42 %                                                                                    | 47 %                                                                                    | 5                                                                                       |
| 23 de agosto de 2024     | PoSSUM                                                                                  | 945                                                                                     | 47 %                                                                                    | 46 %                                                                                    | 1                                                                                       |
| 23 de agosto de 2024     | Activote                                                                                | 1000                                                                                    | 47 %                                                                                    | 53 %                                                                                    | 6                                                                                       |
| 23 de agosto de 2024     | Robert F. Kennedy Jr. retira su candidatura y anuncia su apoyo a Trump.                 | Robert F. Kennedy Jr. retira su candidatura y anuncia su apoyo a Trump.                 | Robert F. Kennedy Jr. retira su candidatura y anuncia su apoyo a Trump.                 | Robert F. Kennedy Jr. retira su candidatura y anuncia su apoyo a Trump.                 | Robert F. Kennedy Jr. retira su candidatura y anuncia su apoyo a Trump.                 |
| 22 de agosto de 2024     | Outward Intelligence                                                                    | 1867                                                                                    | 48 %                                                                                    | 52 %                                                                                    | 4                                                                                       |
| 21 de agosto de 2024     | Rasmussen Reports                                                                       | 1893                                                                                    | 49 %                                                                                    | 46 %                                                                                    | 3                                                                                       |
| 18 de agosto de 2024     | Morning Consult                                                                         | 11 501                                                                                  | 44 %                                                                                    | 48 %                                                                                    | 4                                                                                       |
| 16 de agosto de 2024     | CBS News                                                                                | 3258                                                                                    | 48 %                                                                                    | 51 %                                                                                    | 3                                                                                       |
| 15 de agosto de 2024     | Outward Intelligence                                                                    | 1858                                                                                    | 47 %                                                                                    | 53 %                                                                                    | 6                                                                                       |
| 14 de agosto de 2024     | Rasmussen Reports                                                                       | 1885                                                                                    | 49 %                                                                                    | 45 %                                                                                    | 4                                                                                       |
| 14 de agosto de 2024     | Emerson College                                                                         | 1000                                                                                    | 46 %                                                                                    | 50 %                                                                                    | 4                                                                                       |
| 14 de agosto de 2024     | Activote                                                                                | 1000                                                                                    | 48 %                                                                                    | 52 %                                                                                    | 4                                                                                       |
| 13 de agosto de 2024     | ABC/Washington Post                                                                     | 1901                                                                                    | 45 %                                                                                    | 49 %                                                                                    | 4                                                                                       |
| 12 de agosto de 2024     | FOX News                                                                                | 1105                                                                                    | 50 %                                                                                    | 49 %                                                                                    | 1                                                                                       |
| 11 de agosto de 2024     | Morning Consult                                                                         | 11 778                                                                                  | 44 %                                                                                    | 47 %                                                                                    | 3                                                                                       |
| 7 de agosto de 2024      | Rasmussen Reports                                                                       | 1794                                                                                    | 49 %                                                                                    | 44 %                                                                                    | 5                                                                                       |
| 7 de agosto de 2024      | Ipsos                                                                                   | 1342                                                                                    | 47 %                                                                                    | 49 %                                                                                    | 2                                                                                       |
| 6 de agosto de 2024      | ActiVote                                                                                | 1000                                                                                    | 50 %                                                                                    | 50 %                                                                                    | -                                                                                       |
| 4 de agosto de 2024      | CNBC                                                                                    | 1001                                                                                    | 48 %                                                                                    | 46 %                                                                                    | 2                                                                                       |
| 4 de agosto de 2024      | SurveyUSA                                                                               | 1501                                                                                    | 45 %                                                                                    | 48 %                                                                                    | 3                                                                                       |
| 4 de agosto de 2024      | NPR/PBS                                                                                 | 1513                                                                                    | 48 %                                                                                    | 51 %                                                                                    | 3                                                                                       |
| 4 de agosto de 2024      | Morning Consult                                                                         | 11 265                                                                                  | 44 %                                                                                    | 48 %                                                                                    | 4                                                                                       |
| 2 de agosto de 2024      | CBS News                                                                                | 3102                                                                                    | 49 %                                                                                    | 50 %                                                                                    | 1                                                                                       |
| 2 de agosto de 2024      | I&I/TIPP                                                                                | 1326                                                                                    | 45 %                                                                                    | 46 %                                                                                    | 1                                                                                       |
| 1 de agosto de 2024      | Marquette                                                                               | 879                                                                                     | 48 %                                                                                    | 52 %                                                                                    | 4                                                                                       |
|                          |                                                                                         |                                                                                         |                                                                                         |                                                                                         |                                                                                         |
| 31 de julio de 2024      | Rasmussen Reports                                                                       | 2163                                                                                    | 49 %                                                                                    | 44 %                                                                                    | 5                                                                                       |
| 30 de julio de 2024      | Daily Kos/Civiqs                                                                        | 1123                                                                                    | 45 %                                                                                    | 49 %                                                                                    | 4                                                                                       |
| 28 de julio de 2024      | Leger                                                                                   | 776                                                                                     | 46 %                                                                                    | 49 %                                                                                    | 3                                                                                       |
| 28 de julio de 2024      | Harvard-Harris                                                                          | 2196                                                                                    | 52 %                                                                                    | 48 %                                                                                    | 4                                                                                       |
| 28 de julio de 2024      | Reuters/Ipsos                                                                           | 879                                                                                     | 42 %                                                                                    | 43 %                                                                                    | 1                                                                                       |
| 28 de julio de 2024      | Morning Consult                                                                         | 11 538                                                                                  | 46 %                                                                                    | 47 %                                                                                    | 1                                                                                       |
| 27 de julio de 2024      | FAU/Mainstreet Research                                                                 | 952                                                                                     | 46 %                                                                                    | 48 %                                                                                    | 2                                                                                       |
| 25 de julio de 2024      | Wall Street Journal                                                                     | 1000                                                                                    | 49 %                                                                                    | 47 %                                                                                    | 2                                                                                       |
| 25 de julio de 2024      | Forbes/HarrisX                                                                          | 3013                                                                                    | 51 %                                                                                    | 49 %                                                                                    | 2                                                                                       |
| 25 de julio de 2024      | Angus Reid Global                                                                       | 1743                                                                                    | 42 %                                                                                    | 44 %                                                                                    | 2                                                                                       |
| 24 de julio de 2024      | NY Times/Siena                                                                          | 1142                                                                                    | 48 %                                                                                    | 47 %                                                                                    | 1                                                                                       |
| 24 de julio de 2024      | CNBC                                                                                    | 2137                                                                                    | 43 %                                                                                    | 44 %                                                                                    | 1                                                                                       |
| 24 de julio de 2024      | Rasmussen Reports                                                                       | 1074                                                                                    | 50 %                                                                                    | 43 %                                                                                    | 7                                                                                       |
| 23 de julio de 2024      | CNN                                                                                     | 1631                                                                                    | 49 %                                                                                    | 46 %                                                                                    | 3                                                                                       |
| 23 de julio de 2024      | Morning Consult                                                                         | 11 297                                                                                  | 45 %                                                                                    | 46 %                                                                                    | 1                                                                                       |
| 23 de julio de 2024      | Reuters                                                                                 | 1018                                                                                    | 42 %                                                                                    | 44 %                                                                                    | 2                                                                                       |
| 22 de julio de 2024      | NPR/PBS                                                                                 | 1117                                                                                    | 46 %                                                                                    | 45 %                                                                                    | 1                                                                                       |
| 22 de julio de 2024      | Morning Consult                                                                         | 4001                                                                                    | 47 %                                                                                    | 45 %                                                                                    | 2                                                                                       |
| 22 de julio de 2024      | Yahoo News                                                                              | 1178                                                                                    | 46 %                                                                                    | 46 %                                                                                    | -                                                                                       |
| 21 de julio de 2024      | Joe Biden retira su candidatura y Kamala Harris se convierte en candidata.              | Joe Biden retira su candidatura y Kamala Harris se convierte en candidata.              | Joe Biden retira su candidatura y Kamala Harris se convierte en candidata.              | Joe Biden retira su candidatura y Kamala Harris se convierte en candidata.              | Joe Biden retira su candidatura y Kamala Harris se convierte en candidata.              |
| 21 de julio de 2024      | Quinnipiac                                                                              | 1257                                                                                    | 49 %                                                                                    | 47 %                                                                                    | 2                                                                                       |
| 21 de julio de 2024      | Forbes/HarrisX                                                                          | 2753                                                                                    | 53 %                                                                                    | 47 %                                                                                    | 6                                                                                       |
| 18 de julio de 2024      | CBS News                                                                                | 2247                                                                                    | 51 %                                                                                    | 48 %                                                                                    | 3                                                                                       |
| 16 de julio de 2024      | Reuters/Ipsos                                                                           | 992                                                                                     | 44 %                                                                                    | 44 %                                                                                    | -                                                                                       |
| 15 de julio de 2024      | Morning Consult                                                                         | 2045                                                                                    | 46 %                                                                                    | 45 %                                                                                    | 1                                                                                       |
| 15 de julio de 2024      | Forbes/HarrisX                                                                          | 1918                                                                                    | 52 %                                                                                    | 48 %                                                                                    | 4                                                                                       |
| 13 de julio de 2024      | Primer intento de asesinato hacia Donald Trump                                          | Primer intento de asesinato hacia Donald Trump                                          | Primer intento de asesinato hacia Donald Trump                                          | Primer intento de asesinato hacia Donald Trump                                          | Primer intento de asesinato hacia Donald Trump                                          |
| 10 de julio de 2024      | NPR/PBS/Marist                                                                          | 1174                                                                                    | 49 %                                                                                    | 50 %                                                                                    | 1                                                                                       |
| 10 de julio de 2024      | FOX News                                                                                | 1210                                                                                    | 49 %                                                                                    | 48 %                                                                                    | 2                                                                                       |
| 9 de julio de 2024       | NBC News                                                                                | 800                                                                                     | 47 %                                                                                    | 45 %                                                                                    | 2                                                                                       |
| 9 de julio de 2024       | ABC News/Wash Post                                                                      | 2041                                                                                    | 47 %                                                                                    | 49 %                                                                                    | 2                                                                                       |
| 8 de julio de 2024       | Emerson                                                                                 | 1370                                                                                    | 49 %                                                                                    | 45 %                                                                                    | 4                                                                                       |
| 2 de julio de 2024       | Reuters/Ipsos                                                                           | 892                                                                                     | 43 %                                                                                    | 42 %                                                                                    | 1                                                                                       |
| 1 de julio de 2024       | Yahoo News                                                                              | 1171                                                                                    | 47 %                                                                                    | 45 %                                                                                    | 2                                                                                       |
|                          |                                                                                         |                                                                                         |                                                                                         |                                                                                         |                                                                                         |
| 30 de junio de 2024      | CNN                                                                                     | 1045                                                                                    | 47 %                                                                                    | 45 %                                                                                    | 2                                                                                       |
| 30 de junio de 2024      | Forbes/HarrisX                                                                          | 1500                                                                                    | 53 %                                                                                    | 47 %                                                                                    | 6                                                                                       |
| 28 de junio de 2024      | Data for Progress                                                                       | 1011                                                                                    | 48 %                                                                                    | 45 %                                                                                    | 3                                                                                       |
| 27 de junio de 2024      | Primer debate presidencial genera preocupaciones sobre la salud y la edad de Joe Biden. | Primer debate presidencial genera preocupaciones sobre la salud y la edad de Joe Biden. | Primer debate presidencial genera preocupaciones sobre la salud y la edad de Joe Biden. | Primer debate presidencial genera preocupaciones sobre la salud y la edad de Joe Biden. | Primer debate presidencial genera preocupaciones sobre la salud y la edad de Joe Biden. |

### Trump vs. Harris vs. RFK Jr. (2024)
| Fecha                | Fuente                                                                            | Muestra                                                                           | Trump Republicano                                                                 | Harris Demócrata                                                                  | Kennedy Ind.                                                                      | Ventaja                                                                           |
| -------------------- | --------------------------------------------------------------------------------- | --------------------------------------------------------------------------------- | --------------------------------------------------------------------------------- | --------------------------------------------------------------------------------- | --------------------------------------------------------------------------------- | --------------------------------------------------------------------------------- |
| Fecha                | Fuente                                                                            | Muestra                                                                           |                                                                                   |                                                                                   |                                                                                   | Ventaja                                                                           |
| 23 de agosto de 2024 | Robert F. Kennedy Jr. retira su candidatura y anuncia su apoyo a Donald J. Trump. | Robert F. Kennedy Jr. retira su candidatura y anuncia su apoyo a Donald J. Trump. | Robert F. Kennedy Jr. retira su candidatura y anuncia su apoyo a Donald J. Trump. | Robert F. Kennedy Jr. retira su candidatura y anuncia su apoyo a Donald J. Trump. | Robert F. Kennedy Jr. retira su candidatura y anuncia su apoyo a Donald J. Trump. | Robert F. Kennedy Jr. retira su candidatura y anuncia su apoyo a Donald J. Trump. |
| 16 de agosto de 2024 | CBS News                                                                          | 3258                                                                              | 47 %                                                                              | 49 %                                                                              | 2 %                                                                               | 2                                                                                 |
| 13 de agosto de 2024 | ABC/Washington Post                                                               | 1975                                                                              | 44 %                                                                              | 47 %                                                                              | 5 %                                                                               | 3                                                                                 |
| 4 de agosto de 2024  | NPR/PBS                                                                           | 1513                                                                              | 45 %                                                                              | 48 %                                                                              | 5 %                                                                               | 3                                                                                 |
| 2 de agosto de 2024  | CBS News                                                                          | 3092                                                                              | 47 %                                                                              | 49 %                                                                              | 2 %                                                                               | 2                                                                                 |
| 2 de agosto de 2024  | I&I/TIPP                                                                          | 1326                                                                              | 42 %                                                                              | 44 %                                                                              | 7 %                                                                               | 1                                                                                 |
| 1 de agosto de 2024  | UMass                                                                             | 1434                                                                              | 43 %                                                                              | 46 %                                                                              | 3 %                                                                               | 2                                                                                 |
| 31 de julio de 2024  | RMG Research                                                                      | 3000                                                                              | 42 %                                                                              | 47 %                                                                              | 5 %                                                                               | 5                                                                                 |
| 30 de julio de 2024  | YouGov                                                                            | 1434                                                                              | 44 %                                                                              | 46 %                                                                              | 3 %                                                                               | 2                                                                                 |
| 29 de julio de 2024  | Redfield & Wilton Strategies                                                      | 1750                                                                              | 43 %                                                                              | 45 %                                                                              | 5 %                                                                               | 2                                                                                 |
| 24 de julio de 2024  | NY Times/Siena                                                                    | 1142                                                                              | 43 %                                                                              | 44 %                                                                              | 5 %                                                                               | 1                                                                                 |
| 24 de julio de 2024  | Big Village                                                                       | 1492                                                                              | 44 %                                                                              | 43 %                                                                              | 6 %                                                                               | 1                                                                                 |
| 23 de julio de 2024  | Reuters                                                                           | 1018                                                                              | 38 %                                                                              | 42 %                                                                              | 8 %                                                                               | 4                                                                                 |
| 22 de julio de 2024  | NPR/PBS                                                                           | 1117                                                                              | 42 %                                                                              | 42 %                                                                              | 7 %                                                                               | -                                                                                 |
| 21 de julio de 2024  | Joe Biden retira su candidatura y Kamala Harris se convierte en candidata.        | Joe Biden retira su candidatura y Kamala Harris se convierte en candidata.        | Joe Biden retira su candidatura y Kamala Harris se convierte en candidata.        | Joe Biden retira su candidatura y Kamala Harris se convierte en candidata.        | Joe Biden retira su candidatura y Kamala Harris se convierte en candidata.        | Joe Biden retira su candidatura y Kamala Harris se convierte en candidata.        |

### Trump vs. Biden (2024)
| Fecha               | Fuente                               | Muestra                              | Trump Republicano                    | Biden Demócrata                      | Ventaja                              |
| ------------------- | ------------------------------------ | ------------------------------------ | ------------------------------------ | ------------------------------------ | ------------------------------------ |
| Fecha               | Fuente                               | Muestra                              |                                      |                                      | Ventaja                              |
| 21 de julio de 2024 | Joe Biden retira su candidatura      | Joe Biden retira su candidatura      | Joe Biden retira su candidatura      | Joe Biden retira su candidatura      | Joe Biden retira su candidatura      |
| 21 de julio de 2024 | Quinnipiac                           | 1257                                 | 48 %                                 | 45 %                                 | 3                                    |
| 18 de julio de 2024 | YouGov                               | 2441                                 | 52 %                                 | 47 %                                 | 5                                    |
| 17 de julio de 2024 | SoCal Research                       | 800                                  | 51 %                                 | 45 %                                 | 6                                    |
| 17 de julio de 2024 | RMG Research                         | 2725                                 | 51 %                                 | 46 %                                 | 5                                    |
| 17 de julio de 2024 | Morning Consult                      | 9414                                 | 46 %                                 | 42 %                                 | 4                                    |
| 16 de julio de 2024 | Emerson College                      | 2000                                 | 46 %                                 | 42 %                                 | 4                                    |
| 16 de julio de 2024 | Ipsos                                | 992                                  | 43 %                                 | 41 %                                 | 2                                    |
| 15 de julio de 2024 | Morning Consult                      | 2045                                 | 46 %                                 | 45 %                                 | 1                                    |
| 15 de julio de 2024 | HarrisX                              | 1918                                 | 51 %                                 | 49 %                                 | 2                                    |
| 15 de julio de 2024 | ActiVote                             | 1000                                 | 51 %                                 | 50 %                                 | 1                                    |
| 14 de julio de 2024 | 3W Insights                          | 2426                                 | 47 %                                 | 43 %                                 | 4                                    |
| 14 de julio de 2024 | Morning Consult                      | 11 328                               | 44 %                                 | 42 %                                 | 2                                    |
| 13 de julio de 2024 | 3W Insights                          | 4616                                 | 46 %                                 | 43 %                                 | 3                                    |
| 13 de julio de 2024 | Intento de asesinato de Donald Trump | Intento de asesinato de Donald Trump | Intento de asesinato de Donald Trump | Intento de asesinato de Donald Trump | Intento de asesinato de Donald Trump |
| 11 de julio de 2024 | Morning Consult                      | 4000                                 | 44 %                                 | 42 %                                 | 2                                    |
| 11 de julio de 2024 | Noble Predictive Insights            | 2300                                 | 46 %                                 | 43 %                                 | 3                                    |
| 10 de julio de 2024 | NPR/PBS                              | 1309                                 | 48 %                                 | 50 %                                 | 2                                    |
| 9 de julio de 2024  | ABC News/The Washington Post         | 2041                                 | 46 %                                 | 46 %                                 | -                                    |
| 8 de julio de 2024  | Emerson College                      | 1370                                 | 46 %                                 | 43 %                                 | 3                                    |
| 7 de julio de 2024  | Morning Consult                      | 11 323                               | 44 %                                 | 42 %                                 | 2                                    |
| 6 de julio de 2024  | Bendixen & Amandi International      | 1000                                 | 43 %                                 | 42 %                                 | 1                                    |
| 4 de julio de 2024  | Morning Consult                      | 4000                                 | 44 %                                 | 42 %                                 | 2                                    |
| 3 de julio de 2024  | Cygnal                               | 1500                                 | 48 %                                 | 43 %                                 | 5                                    |
| 2 de julio de 2024  | Reuters/Ipsos                        | 1070                                 | 40 %                                 | 40 %                                 | -                                    |
| 2 de julio de 2024  | YouGov                               | 2815                                 | 50 %                                 | 48 %                                 | 2                                    |
|                     |                                      |                                      |                                      |                                      |                                      |
| 30 de junio de 2024 | Morning Consult                      | 10 679                               | 44 %                                 | 43 %                                 | 1                                    |
| 30 de junio de 2024 | CNN/SSRS                             | 1274                                 | 49 %                                 | 43 %                                 | 6                                    |
| 30 de junio de 2024 | HarrisX                              | 2090                                 | 52 %                                 | 48 %                                 | 4                                    |
| 28 de junio de 2024 | SurveyUSA                            | 2315                                 | 45 %                                 | 43 %                                 | 2                                    |
| 28 de junio de 2024 | Data for Progress                    | 1011                                 | 48 %                                 | 45 %                                 | 3                                    |
| 28 de junio de 2024 | Morning Consult                      | 2086                                 | 44 %                                 | 45 %                                 | 1                                    |
| 28 de junio de 2024 | Leger                                | 841                                  | 45 %                                 | 38 %                                 | 7                                    |
| 28 de junio de 2024 | I&I/TIPP                             | 1244                                 | 41 %                                 | 43 %                                 | 2                                    |
| 27 de junio de 2024 | Primer debate presidencial           | Primer debate presidencial           | Primer debate presidencial           | Primer debate presidencial           | Primer debate presidencial           |
| 25 de junio de 2024 | The New York Times                   | 1226                                 | 48 %                                 | 44 %                                 | 4                                    |
| 24 de junio de 2024 | Leger                                | 878                                  | 41 %                                 | 43 %                                 | 2                                    |
| 24 de junio de 2024 | Quinnipiac                           | 1405                                 | 49 %                                 | 45 %                                 | 4                                    |
| 23 de junio de 2024 | Morning Consult                      | 10 159                               | 44 %                                 | 44 %                                 | -                                    |
| 21 de junio de 2024 | YouGov                               | 1878                                 | 50 %                                 | 49 %                                 | 1                                    |
| 21 de junio de 2024 | ActiVote                             | 2029                                 | 52 %                                 | 48 %                                 | 4                                    |
| 20 de junio de 2024 | Morning Consult                      | 4000                                 | 44 %                                 | 43 %                                 | 1                                    |
| 18 de junio de 2024 | YouGov                               | 1396                                 | 42 %                                 | 42 %                                 | -                                    |
| 17 de junio de 2024 | Fox News                             | 1095                                 | 48 %                                 | 50 %                                 | 2                                    |
| 16 de junio de 2024 | Morning Consult                      | 10 132                               | 43 %                                 | 44 %                                 | 1                                    |
| 12 de junio de 2024 | Echelon Insights                     | 1013                                 | 47 %                                 | 48 %                                 | 1                                    |
| 12 de junio de 2024 | Ipsos                                | 930                                  | 41 %                                 | 39 %                                 | 2                                    |
| 11 de junio de 2024 | YouGov                               | 1399                                 | 42 %                                 | 40 %                                 | 2                                    |
| 9 de junio de 2024  | Morning Consult                      | 10 260                               | 43 %                                 | 44 %                                 | 1                                    |
| 9 de junio de 2024  | Big Village                          | 1625                                 | 40 %                                 | 39 %                                 | 1                                    |
| 7 de junio de 2024  | YouGov                               | 1359                                 | 50 %                                 | 49 %                                 | 1                                    |
| 6 de junio de 2024  | Yahoo News                           | 1239                                 | 44 %                                 | 46 %                                 | 2                                    |
| 6 de junio de 2024  | Cygnal                               | 1500                                 | 47 %                                 | 45 %                                 | 2                                    |
| 5 de junio de 2024  | Emerson College                      | 1000                                 | 46 %                                 | 45 %                                 | 1                                    |
| 4 de junio de 2024  | ActiVote                             | 1671                                 | 52 %                                 | 48 %                                 | 4                                    |
| 3 de junio de 2024  | Navigator Research                   | 812                                  | 44 %                                 | 48 %                                 | 4                                    |
| 2 de junio de 2024  | Morning Consult                      | 10 404                               | 44 %                                 | 43 %                                 | 1                                    |
|                     |                                      |                                      |                                      |                                      |                                      |
| 31 de mayo de 2024  | Morning Consult                      | 2200                                 | 44 %                                 | 45 %                                 | 1                                    |
| 31 de mayo de 2024  | Ipsos                                | 2556                                 | 39 %                                 | 41 %                                 | 2                                    |
| 31 de mayo de 2024  | I&I/TIPP                             | 1675                                 | 41 %                                 | 41 %                                 | -                                    |
| 31 de mayo de 2024  | HarrisX                              | 1006                                 | 51 %                                 | 49 %                                 | 2                                    |
| 28 de mayo de 2024  | Morning Consult                      | 10 721                               | 44 %                                 | 42 %                                 | 2                                    |
| 26 de mayo de 2024  | Leger                                | 883                                  | 43 %                                 | 42 %                                 | 1                                    |
| 25 de mayo de 2024  | Morning Consult                      | 4000                                 | 44 %                                 | 43 %                                 | 1                                    |
| 23 de mayo de 2024  | NPR/PBS                              | 1122                                 | 48 %                                 | 50 %                                 | 2                                    |
| 23 de mayo de 2024  | McLaughlin & Associates              | 1000                                 | 46 %                                 | 44 %                                 | 2                                    |
| 23 de mayo de 2024  | Emerson College                      | 1100                                 | 46 %                                 | 44 %                                 | 2                                    |
| 22 de mayo de 2024  | Morning Consult                      | 4000                                 | 44 %                                 | 43 %                                 | 1                                    |
| 21 de mayo de 2024  | The Bullfinch Group                  | 1200                                 | 47 %                                 | 43 %                                 | 4                                    |
| 21 de mayo de 2024  | ActiVote                             | 1081                                 | 51 %                                 | 49 %                                 | 2                                    |
| 20 de mayo de 2024  | Quinnipiac University                | 1374                                 | 47 %                                 | 48 %                                 | 1                                    |
| 19 de mayo de 2024  | Morning Consult                      | 10 172                               | 44 %                                 | 43 %                                 | 1                                    |
| 16 de mayo de 2024  | HarrisX                              | 1660                                 | 53 %                                 | 47 %                                 | 6                                    |
| 16 de mayo de 2024  | Cygnal                               | 1500                                 | 46 %                                 | 45 %                                 | 1                                    |
| 16 de mayo de 2024  | Echelon Insights                     | 1023                                 | 49 %                                 | 46 %                                 | 3                                    |
| 15 de mayo de 2024  | McLaughlin & Associates              | 1000                                 | 48 %                                 | 41 %                                 | 7                                    |
| 14 de mayo de 2024  | McLaughlin & Associates              | 2000                                 | 46 %                                 | 45 %                                 | 1                                    |
| 13 de mayo de 2024  | Beacon Research                      | 1126                                 | 49 %                                 | 48 %                                 | 1                                    |
| 9 de mayo de 2024   | RMG Research                         | 2000                                 | 42 %                                 | 44 %                                 | 1                                    |
| 8 de mayo de 2024   | Big Village                          | 4040                                 | 36 %                                 | 34 %                                 | 2                                    |
| 7 de mayo de 2024   | YouGov                               | 1598                                 | 43 %                                 | 43 %                                 | -                                    |
| 6 de mayo de 2024   | Morning Consult                      | 4000                                 | 43 %                                 | 44 %                                 | 1                                    |
| 3 de mayo de 2024   | I&I/TIPP                             | 1264                                 | 40 %                                 | 42 %                                 | 2                                    |
| 3 de mayo de 2024   | Morning Consult                      | 4000                                 | 44 %                                 | 42 %                                 | 2                                    |
| 2 de mayo de 2024   | Data for Progress                    | 1240                                 | 46 %                                 | 47 %                                 | 1                                    |
| 1 de mayo de 2024   | KFF                                  | 1243                                 | 45 %                                 | 46 %                                 | 1                                    |
| 1 de mayo de 2024   | Co/Efficient                         | 1755                                 | 43 %                                 | 39 %                                 | 4                                    |
|                     |                                      |                                      |                                      |                                      |                                      |
| 30 de abril de 2024 | ActiVote                             | 953                                  | 53 %                                 | 47 %                                 | 6                                    |
| 28 de abril de 2024 | Mainstreet Research                  | 851                                  | 46 %                                 | 47 %                                 | 1                                    |
| 28 de abril de 2024 | Leger                                | 887                                  | 46 %                                 | 45 %                                 | 1                                    |
| 27 de abril de 2024 | Morning Consult                      | 4000                                 | 43 %                                 | 43 %                                 | -                                    |
| 25 de abril de 2024 | NPR/PBS                              | 1109                                 | 46 %                                 | 47 %                                 | 1                                    |
| 25 de abril de 2024 | Harris X                             | 1961                                 | 52 %                                 | 48 %                                 | 4                                    |
| 24 de abril de 2024 | Morning Consult                      | 4000                                 | 43 %                                 | 43 %                                 | -                                    |
| 23 de abril de 2024 | CNN                                  | 967                                  | 49 %                                 | 43 %                                 | 6                                    |
| 22 de abril de 2024 | Change Research                      | 2745                                 | 39 %                                 | 38 %                                 | 1                                    |
| 21 de abril de 2024 | Morning Consult                      | 9791                                 | 43 %                                 | 44 %                                 | 1                                    |
| 20 de abril de 2024 | University of North Florida          | 745                                  | 47 %                                 | 45 %                                 | 2                                    |
| 18 de abril de 2024 | Marist College                       | 1047                                 | 48 %                                 | 51 %                                 | 3                                    |
| 18 de abril de 2024 | Morning Consult                      | 4000                                 | 42 %                                 | 44 %                                 | 2                                    |
| 17 de abril de 2024 | Emerson College                      | 1308                                 | 51 %                                 | 49 %                                 | 3                                    |
| 16 de abril de 2024 | McLaughlin & Associates              | 1000                                 | 49 %                                 | 43 %                                 | 6                                    |
| 14 de abril de 2024 | Echelon Insights                     | 1020                                 | 46 %                                 | 49 %                                 | 3                                    |

### Trump vs. Biden vs. Kennedy (2024)

| Fecha               | Fuente                          | Muestra                         | Trump Republicano               | Biden Demócrata                 | Kennedy Ind.                    | Ventaja |
| ------------------- | ------------------------------- | ------------------------------- | ------------------------------- | ------------------------------- | ------------------------------- | ------- |
| Fecha               | Fuente                          | Muestra                         |                                 |                                 |                                 | Ventaja |
| 21 de julio de 2024 | Joe Biden retira su candidatura | Joe Biden retira su candidatura | Joe Biden retira su candidatura | Joe Biden retira su candidatura | Joe Biden retira su candidatura |         |
| 10 de julio de 2024 | NPR/PBS                         | 1309                            | 43 %                            | 42 %                            | 8 %                             | 1       |
| 9 de julio de 2024  | ABC News/The Washington Post    | 2041                            | 42 %                            | 41 %                            | 9 %                             | 1       |
| 9 de julio de 2024  | YouGov                          | 1443                            | 43 %                            | 40 %                            | 4 %                             | 3       |
| 8 de julio de 2024  | Redfield & Wilton Strategies    | 1101                            | 43 %                            | 42 %                            | 6 %                             | 1       |
| 8 de julio de 2024  | Emerson College                 | 1370                            | 44 %                            | 40 %                            | 6 %                             | 3       |
| 3 de julio de 2024  | Cygnal                          | 1500                            | 44 %                            | 38 %                            | 7 %                             | 6       |
| 3 de julio de 2024  | J.L. Partners                   | 1000                            | 43 %                            | 37 %                            | 7 %                             | 6       |
| 2 de julio de 2024  | YouGov                          | 2815                            | 44 %                            | 40 %                            | 11 %                            | 4       |
| 2 de julio de 2024  | The New York Times              | 1532                            | 40 %                            | 33 %                            | 10 %                            | 7       |
|                     |                                 |                                 |                                 |                                 |                                 |         |
| 30 de junio de 2024 | Suffolk University              | 1000                            | 41 %                            | 38 %                            | 8 %                             | 3       |
| 30 de junio de 2024 | HarrisX                         | 2090                            | 46 %                            | 39 %                            | 15 %                            | 7       |
| 30 de junio de 2024 | CNN/SSRS                        | 1274                            | 41 %                            | 35 %                            | 14 %                            | 6       |
| 29 de junio de 2024 | Patriot Polling                 | 1029                            | 44 %                            | 41 %                            | 11 %                            | 3       |
| 28 de junio de 2024 | AtlasIntel                      | 1634                            | 46 %                            | 40 %                            | 10 %                            | 6       |
| 28 de junio de 2024 | I&I/TIPP                        | 1244                            | 39 %                            | 40 %                            | 10                              | 1       |
| 25 de junio de 2024 | The New York Times              | 1226                            | 40 %                            | 37 %                            | 7 %                             | 3       |
| 18 de junio de 2024 | YouGov                          | 1396                            | 42 %                            | 42 %                            | 4 %                             | -       |
| 12 de junio de 2024 | Ipsos                           | 930                             | 38 %                            | 37 %                            | 10 %                            | 1       |
| 11 de junio de 2024 | YouGov                          | 1399                            | 42 %                            | 40 %                            | 3 %                             | 2       |
| 9 de junio de 2024  | Big Village                     | 1625                            | 40 %                            | 39 %                            | 8 %                             | 1       |
| 5 de junio de 2024  | Emerson College                 | 1000                            | 44 %                            | 38 %                            | 6 %                             | 6       |
|                     |                                 |                                 |                                 |                                 |                                 |         |
| 31 de mayo de 2024  | I&I/TIPP                        | 1675                            | 38 %                            | 38 %                            | 10 %                            | -       |
| 28 de mayo de 2024  | YouGov                          | 1547                            | 41 %                            | 40 %                            | 4 %                             | 1       |
| 26 de mayo de 2024  | Leger                           | 883                             | 39 %                            | 37 %                            | 9 %                             | 2       |
| 23 de mayo de 2024  | Emerson College                 | 1100                            | 44 %                            | 39 %                            | 6                               | 5       |
| 20 de mayo de 2024  | Quinnipiac University           | 1374                            | 38 %                            | 41 %                            | 14 %                            | 3       |
| 9 de mayo de 2024   | RMG Research                    | 2000                            | 39 %                            | 42 %                            | 11 %                            | 3       |
| 8 de mayo de 2024   | Big Village                     | 4040                            | 36 %                            | 34 %                            | 9 %                             | 2       |
| 7 de mayo de 2024   | YouGov                          | 1598                            | 43 %                            | 43 %                            | 3 %                             | -       |
|                     |                                 |                                 |                                 |                                 |                                 |         |
| 28 de abril de 2024 | Leger                           | 887                             | 41 %                            | 38 %                            | 7 %                             | 3       |
| 22 de abril de 2024 | Change Research                 | 2745                            | 39 %                            | 38 %                            | 8 %                             | 1       |
| 14 de abril de 2024 | Echelon Insights                | 1020                            | 40 %                            | 41 %                            | 11 %                            | 1       |

## Debates
En mayo de 2024, la campaña de Biden propuso organizar dos debates fuera del calendario del CPD y negarse a participar en debates organizados por CPD. Biden y Trump acordaron debatir en CNN el 27 de junio y en ABC News el 10 de septiembre.No se espera que Trump tenga debates de práctica, pero ha celebrado sesiones para afinar sus mensajes políticos, mientras que Biden se ha estado preparando para el debate en Camp David y revisando carpetas.

### Debate del 27 de junio: Trump vs. Biden
El 27 de junio Trump y Biden realizaron un debate en CNN sin público y con micrófonos cerrados. En este debate, según varios analistas, Biden se le vio debilitado y con dificultades para expresarse lo cual despertó dudas dentro de la militancia demócrata sobre si Biden debe ser reemplazado o no como candidato.
G. Elliott Morris y Kaleigh Rogers de ABC News, en 538, argumentaron que Biden no había logrado asegurar a los votantes de su partido de que era capaz de servir como presidente durante otros cuatro años. Después del debate, funcionarios electos, estrategas del partido y recaudadores de fondos conversaron la posibilidad de reemplazar a Biden como candidato del partido, incluso si destacados demócratas deberían hacer una declaración pública pidiéndole que renunciara a su candidatura. Biden declaró que no abandonaría la carrera presidencial.El expresidente Barack Obama y la excandidata Hillary Clinton reiteraron su apoyo a Biden tras el debate.
Durante el debate del 27 de junio de 2024 entre Donald Trump y Joe Biden, ambos discutieron sobre su hándicap de golf. La discusión al respecto siguió incluso después del debate.

### Debate del 10 de septiembre: Trump vs. Harris
El primer debate entre Trump y Harris se llevó a cabo en el Centro Nacional de la Constitución en Filadelfia. Los moderadores fueron David Muir y Linsey Davis, y duró aproximadamente cien minutos. Los micrófonos se encendían cuando era el turno de hablar de un candidato y, por lo demás, se silenciaban.Trump resumió la injusticia percibida de los debates de ABC diciendo que los dos moderadores no estaban verificando los hechos de Harris, y sin embargo lo verificaron cinco veces, y que fue una pelea de tres contra uno. Se le dio más tiempo para hablar.    

### Debate vicepresidencial del 1 de octubre: Vance vs. Walz
El 15 de agosto de 2024, los candidatos a la vicepresidencia James Vance y Tim Walz acordaron un debate organizado en CBS News. Vance indicó que solo asistiría bajo ciertas condiciones. Vance dijo que no podía participar en un debate falso en el que no podía intercambiar buenas ideas sobre política. En particular, Vance agregó que le gustaría debatir con Walz al menos una vez.

## Resultados

### Resultados electorales
|  | 49.80 % |

|  | 48.32 % |

|  | 0.56 % |

|  | 0.49 % |

|  | 0.42 % |

|  | 0.42 % |

|  | 100 % |

| \| Votos populares \| Votos populares \| Votos populares \| Votos populares \| Votos populares \| \| --------------- \| --------------- \| --------------- \| --------------- \| --------------- \| \| \| \| \| \| \| \| Trump \| Trump \| \| 49.80 % \| 49.80 % \| \| Harris \| Harris \| \| 48.32 % \| 48.32 % \| \| Stein \| Stein \| \| 0.56 % \| 0.56 % \| \| Kennedy \| Kennedy \| \| 0.49 % \| 0.49 % \| \| Oliver \| Oliver \| \| 0.42 % \| 0.42 % \| \| Others \| Others \| \| 0.41 % \| 0.41 % \| |         |  |         |         |
| Votos populares |         |  |         |         |
| |         |  |         |         |
| Trump | Trump   |  | 49.80 % | 49.80 % |
| Harris | Harris  |  | 48.32 % | 48.32 % |
| Stein | Stein   |  | 0.56 %  | 0.56 %  |
| Kennedy | Kennedy |  | 0.49 %  | 0.49 %  |
| Oliver | Oliver  |  | 0.42 %  | 0.42 %  |
| Others | Others  |  | 0.41 %  | 0.41 %  |

| \| Votos electorales \| Votos electorales \| Votos electorales \| Votos electorales \| Votos electorales \| \| ----------------- \| ----------------- \| ----------------- \| ----------------- \| ----------------- \| \| \| \| \| \| \| \| Trump \| Trump \| \| 57.99 % \| 57.99 % \| \| Harris \| Harris \| \| 42.01 % \| 42.01 % \| |        |  |         |         |
| Votos electorales |        |  |         |         |
| |        |  |         |         |
| Trump | Trump  |  | 57.99 % | 57.99 % |
| Harris | Harris |  | 42.01 % | 42.01 % |

### Resultados por estado
| Estados ganados por el binomio Trump/Vance |                                                                                        |
| Estados ganados por el binomio Harris/Walz |                                                                                        |
| VE                                         | Votos electorales                                                                      |
| †                                          | Resultados generales (para Maine y Nebraska, que se repartieron los votos electorales) |

| Estado o distrito                       | Trump/Vance Republicano | Trump/Vance Republicano | Trump/Vance Republicano | Harris/Walz Demócrata | Harris/Walz Demócrata | Harris/Walz Demócrata | Stein/Ware Verde | Stein/Ware Verde | Stein/Ware Verde | Kennedy/Shanahan Independiente | Kennedy/Shanahan Independiente | Kennedy/Shanahan Independiente | Oliver/Maat Libertario | Oliver/Maat Libertario | Oliver/Maat Libertario | Otros   | Otros  | Otros | Margen     | Margen  | Margen de diferencia | Total de votos |
| Estado o distrito                       | Votos                   | %                       | VE                      | Votos                 | %                     | VE                    | Votos            | %                | VE               | Votos                          | %                              | VE                             | Votos                  | %                      | VE                     | Votos   | %      | VE    | Votos      | %       | %                    | Total de votos |
| --------------------------------------- | ----------------------- | ----------------------- | ----------------------- | --------------------- | --------------------- | --------------------- | ---------------- | ---------------- | ---------------- | ------------------------------ | ------------------------------ | ------------------------------ | ---------------------- | ---------------------- | ---------------------- | ------- | ------ | ----- | ---------- | ------- | -------------------- | -------------- |
| Alabama                                 | 1,462,616               | 64.57%                  | 9                       | 772,412               | 34.10%                | –                     | 4,319            | 0.19%            | –                | 12,075                         | 0.53%                          | –                              | 4,930                  | 0.22%                  | –                      | 8,738   | 0.39%  | –     | 690,204    | 30.47%  | 5.01%                | 2,265,090      |
| Alaska                                  | 184,458                 | 54.54%                  | 3                       | 140,026               | 41.41%                | –                     | 2,342            | 0.69%            | –                | 5,670                          | 1.68%                          | –                              | 3,040                  | 0.90%                  | –                      | 2,641   | 0.78%  | –     | 44,432     | 13.13%  | 3.07%                | 338,177        |
| Arizona                                 | 1,770,242               | 52.22%                  | 11                      | 1,582,860             | 46.69%                | –                     | 18,319           | 0.54%            | –                | –                              | –                              | –                              | 17,898                 | 0.53%                  | –                      | 842     | 0.02%  | –     | 187,382    | 5.53%   | 5.84%                | 3,390,161      |
| Arkansas                                | 759,241                 | 64.20%                  | 6                       | 396,905               | 33.56%                | –                     | 4,275            | 0.36%            | –                | 13,255                         | 1.12%                          | –                              | 5,715                  | 0.48%                  | –                      | 3,285   | 0.28%  | –     | 362,336    | 30.64%  | 3.02%                | 1,182,676      |
| California                              | 6,081,697               | 38.33%                  | –                       | 9,276,179             | 58.47%                | 54                    | 167,814          | 1.06%            | –                | 197,645                        | 1.25%                          | –                              | 66,662                 | 0.42%                  | –                      | 75,478  | 0.48%  | –     | −3,194,482 | −20.14% | 9.02%                | 15,865,475     |
| Colorado                                | 1,377,441               | 43.14%                  | –                       | 1,728,159             | 54.13%                | 10                    | 17,344           | 0.54%            | –                | 35,623                         | 1.12%                          | –                              | 21,439                 | 0.67%                  | –                      | 12,739  | 0.40%  | –     | −350,718   | −10.99% | 2.51%                | 3,192,745      |
| Connecticut                             | 736,918                 | 41.89%                  | –                       | 992,053               | 56.40%                | 7                     | 14,281           | 0.81%            | –                | 8,448                          | 0.48%                          | –                              | 6,729                  | 0.38%                  | –                      | 581     | 0.03%  | –     | −255,135   | −14.51% | 5.56%                | 1,759,010      |
| Delaware                                | 214,351                 | 41.79%                  | –                       | 289,758               | 56.49%                | 3                     | 914              | 0.18%            | –                | 4,636                          | 0.90%                          | –                              | 2,038                  | 0.40%                  | –                      | 1,215   | 0.24%  | –     | −75,407    | −14.70% | 4.27%                | 512,912        |
| Distrito de Columbia (Washington D. C.) | 21,076                  | 6.47%                   | –                       | 294,185               | 90.28%                | 3                     | –                | –                | –                | 2,778                          | 0.85%                          | –                              | –                      | –                      | –                      | 7,830   | 2.40%  | –     | −273,109   | −83.81% | 2.94%                | 325,869        |
| Florida                                 | 6,110,125               | 56.09%                  | 30                      | 4,683,038             | 42.99%                | –                     | 43,155           | 0.40%            | –                | –                              | –                              | –                              | 31,972                 | 0.29%                  | –                      | 25,462  | 0.23%  | –     | 1,427,087  | 13.10%  | 9.74%                | 10,893,752     |
| Georgia                                 | 2,663,117               | 50.72%                  | 16                      | 2,548,017             | 48.53%                | –                     | 18,229           | 0.35%            | –                | –                              | –                              | –                              | 20,684                 | 0.39%                  | –                      | 858     | 0.02%  | –     | 115,100    | 2.19%   | 2.42%                | 5,250,905      |
| Hawái                                   | 193,661                 | 37.48%                  | –                       | 313,044               | 60.59%                | 4                     | 4,387            | 0.85%            | –                | –                              | –                              | –                              | 2,733                  | 0.53%                  | –                      | 2,876   | 0.56%  | –     | −119,383   | −23.11% | 6.35%                | 516,701        |
| Idaho                                   | 605,246                 | 66.87%                  | 4                       | 274,972               | 30.38%                | –                     | 2,973            | 0.33%            | –                | 12,812                         | 1.42%                          | –                              | 4,462                  | 0.49%                  | –                      | 4,592   | 0.51%  | –     | 330,274    | 36.49%  | 5.72%                | 905,057        |
| Illinois                                | 2,449,079               | 43.47%                  | –                       | 3,062,863             | 54.37%                | 19                    | 31,023           | 0.55%            | –                | 80,426                         | 1.43%                          | –                              | 3,510                  | 0.06%                  | –                      | 6,409   | 0.11%  | –     | −613,784   | −10.90% | 6.09%                | 5,633,310      |
| Indiana                                 | 1,720,347               | 58.58%                  | 11                      | 1,163,603             | 39.62%                | –                     | –                | –                | –                | 29,325                         | 1.00%                          | –                              | 20,425                 | 0.70%                  | –                      | 2,977   | 0.10%  | –     | 556,744    | 18.96%  | 2.89%                | 2,936,677      |
| Iowa                                    | 927,019                 | 55.73%                  | 6                       | 707,278               | 42.52%                | –                     | –                | –                | –                | 13,122                         | 0.79%                          | –                              | 7,218                  | 0.43%                  | –                      | 8,869   | 0.53%  | –     | 219,741    | 13.21%  | 5.01%                | 1,663,506      |
| Kansas                                  | 758,802                 | 57.16%                  | 6                       | 544,853               | 41.04%                | –                     | –                | –                | –                | 16,322                         | 1.23%                          | –                              | 7,614                  | 0.57%                  | –                      | –       | –      | –     | 213,949    | 16.12%  | 1.48%                | 1,327,591      |
| Kentucky                                | 1,337,494               | 64.47%                  | 8                       | 704,043               | 33.94%                | –                     | 7,566            | 0.36%            | –                | 16,769                         | 0.81%                          | –                              | 6,422                  | 0.31%                  | –                      | 2,236   | 0.11%  | –     | 633,451    | 30.53%  | 4.59%                | 2,074,530      |
| Luisiana                                | 1,208,505               | 60.22%                  | 8                       | 766,870               | 38.21%                | –                     | 7,138            | 0.36%            | –                | 6,641                          | 0.3%                           | –                              | 6,835                  | 0.34%                  | –                      | 10,986  | 0.55%  | –     | 441,635    | 22.01%  | 3.40%                | 2,006,975      |
| Maine †                                 | 377,977                 | 45.46%                  | –                       | 435,652               | 52.40%                | 2                     | 8,967            | 1.08%            | –                | –                              | –                              | –                              | 5,286                  | 0.64%                  | –                      | 3,493   | 0.42%  | –     | −57,675    | −6.94%  | 2.13%                | 831,375        |
| ME-1                                    | 165,214                 | 38.1%                   | –                       | 258,863               | 59.7%                 | 1                     | 4,828            | 1.1%             | –                | –                              | –                              | –                              | 2,802                  | 0.6%                   | –                      | 2,002   | 0.5%   | –     | −93,649    | −21.6%  | 1.50%                | 433,709        |
| ME-2                                    | 212,763                 | 53.4%                   | 1                       | 176,789               | 44.4%                 | –                     | 4,139            | 1.0%             | –                | –                              | –                              | –                              | 2,484                  | 0.6%                   | –                      | 1,491   | 0.4%   | –     | 35,974     | 9.0%    | 1.60%                | 397,666        |
| Maryland                                | 1,035,550               | 34.08%                  | –                       | 1,902,577             | 62.62%                | 10                    | 33,134           | 1.09%            | –                | 28,819                         | 0.95%                          | –                              | 15,570                 | 0.51%                  | –                      | 22,684  | 0.75%  | –     | −867,027   | −28.54% | 4.67%                | 3,038,334      |
| Massachusetts                           | 1,251,303               | 36.02%                  | –                       | 2,126,518             | 61.22%                | 11                    | 26,545           | 0.76%            | –                | –                              | –                              | –                              | 17,735                 | 0.51%                  | –                      | 51,567  | 1.48%  | –     | −875,215   | −25.20% | 8.26%                | 3,473,668      |
| Míchigan                                | 2,816,636               | 49.73%                  | 15                      | 2,736,533             | 48.31%                | –                     | 44,607           | 0.79%            | –                | 26,785                         | 0.47%                          | –                              | 22,440                 | 0.40%                  | –                      | 17,185  | 0.30%  | –     | 80,103     | 1.42%   | 4.20%                | 5,664,186      |
| Minnesota                               | 1,519,032               | 46.68%                  | –                       | 1,656,979             | 50.92%                | 10                    | 16,275           | 0.50%            | –                | 24,001                         | 0.74%                          | –                              | 15,155                 | 0.47%                  | –                      | 22,478  | 0.69%  | –     | −137,947   | −4.24%  | 2.87%                | 3,253,920      |
| Misisipi                                | 747,744                 | 60.89%                  | 6                       | 466,668               | 38.00%                | –                     | 1,873            | 0.15%            | –                | 5,387                          | 0.44%                          | –                              | 2,536                  | 0.21%                  | –                      | 3,800   | 0.31%  | –     | 281,076    | 22.89%  | 6.34%                | 1,228,008      |
| Misuri                                  | 1,751,986               | 58.49%                  | 10                      | 1,200,599             | 40.08%                | –                     | 17,135           | 0.57%            | –                | –                              | –                              | –                              | 23,876                 | 0.80%                  | –                      | 1,731   | 0.06%  | –     | 551,387    | 18.41%  | 3.02%                | 2,995,327      |
| Montana                                 | 352,079                 | 58.39%                  | 4                       | 231,906               | 38.46%                | –                     | 2,878            | 0.48%            | –                | 11,825                         | 1.96%                          | –                              | 4,275                  | 0.71%                  | –                      | 27      | 0.004% | –     | 120,173    | 19.93%  | 3.56%                | 602,990        |
| Nebraska †                              | 564,816                 | 59.32%                  | 2                       | 369,995               | 38.86%                | –                     | 2,887            | 0.30%            | –                | –                              | –                              | –                              | 6,399                  | 0.67%                  | –                      | 8,085   | 0.85%  | –     | 194,821    | 20.46%  | 1.40%                | 952,182        |
| NE-1                                    | 177,666                 | 55.5%                   | 1                       | 136,153               | 42.5%                 | –                     | 1,011            | 0.3%             | –                | –                              | –                              | –                              | 2,420                  | 0.8%                   | –                      | 2,944   | 0.9%   | –     | 41,513     | 13.0%   | -1.95%               | 320,194        |
| NE-2                                    | 148,905                 | 46.7%                   | –                       | 163,541               | 51.3%                 | 1                     | 1,110            | 0.4%             | –                | –                              | –                              | –                              | 2,001                  | 0.6%                   | –                      | 3,089   | 1.0%   | –     | -14,636    | -4.6%   | 1.91%                | 318,646        |
| NE-3                                    | 238,245                 | 76.0%                   | 1                       | 70,301                | 22.4%                 | –                     | 766              | 0.3%             | –                | –                              | –                              | –                              | 1,978                  | 0.6%                   | –                      | 2,052   | 0.7%   | –     | 167,944    | 53.6%   | 0.57%                | 313,342        |
| Nevada                                  | 751,205                 | 50.59%                  | 6                       | 705,197               | 47.49%                | –                     | –                | –                | –                | –                              | –                              | –                              | 6,059                  | 0.41%                  | –                      | 22,379  | 1.51%  | –     | 46,008     | 3.10%   | 5.49%                | 1,484,840      |
| Nuevo Hampshire                         | 395,523                 | 47.87%                  | –                       | 418,488               | 50.65%                | 4                     | 3,680            | 0.45%            | –                | –                              | –                              | –                              | 4,425                  | 0.54%                  | –                      | 4,073   | 0.49%  | –     | −22,965    | −2.78%  | 4.57%                | 826,189        |
| Nueva Jersey                            | 1,968,215               | 46.06%                  | –                       | 2,220,713             | 51.97%                | 14                    | 39,041           | 0.91%            | –                | 23,479                         | 0.55%                          | –                              | 10,500                 | 0.25%                  | –                      | 10,777  | 0.25%  | –     | −252,498   | −5.91%  | 10.03%               | 4,272,725      |
| Nuevo México                            | 423,391                 | 45.85%                  | –                       | 478,802               | 51.85%                | 5                     | 4,611            | 0.50%            | –                | 9,553                          | 1.03%                          | –                              | 3,745                  | 0.41%                  | –                      | 3,301   | 0.36%  | –     | −55,411    | −6.00%  | 4.79%                | 923,403        |
| Nueva York                              | 3,578,899               | 43.31%                  | –                       | 4,619,195             | 55.91%                | 28                    | 46,698           | 0.57%            | –                | –                              | –                              | –                              | 5,338                  | 0.06%                  | –                      | 12,365  | 0.15%  | –     | −1,040,296 | −12.60% | 10.53%               | 8,262,495      |
| Carolina del Norte                      | 2,898,423               | 50.86%                  | 16                      | 2,715,375             | 47.65%                | –                     | 24,762           | 0.43%            | –                | –                              | –                              | –                              | 22,125                 | 0.39%                  | –                      | 38,456  | 0.67%  | –     | 183,048    | 3.21%   | 1.86%                | 5,699,141      |
| Dakota del Norte                        | 246,505                 | 66.96%                  | 3                       | 112,327               | 30.51%                | –                     | –                | –                | –                | –                              | –                              | –                              | 6,227                  | 1.69%                  | –                      | 3,096   | 0.84%  | –     | 134,178    | 36.45%  | 3.11%                | 368,155        |
| Ohio                                    | 3,180,116               | 55.14%                  | 17                      | 2,533,699             | 43.93%                | –                     | –                | –                | –                | –                              | –                              | –                              | 28,200                 | 0.49%                  | –                      | 25,773  | 0.45%  | –     | 646,417    | 11.21%  | 3.18%                | 5,767,788      |
| Oklahoma                                | 1,036,213               | 66.16%                  | 7                       | 499,599               | 31.90%                | –                     | –                | –                | –                | 16,020                         | 1.02%                          | –                              | 9,198                  | 0.59%                  | –                      | 5,143   | 0.33%  | –     | 536,614    | 34.26%  | 1.17%                | 1,566,173      |
| Oregón                                  | 919,480                 | 40.97%                  | –                       | 1,240,600             | 55.27%                | 8                     | 19,099           | 0.85%            | –                | 33,733                         | 1.50%                          | –                              | 9,061                  | 0.40%                  | –                      | 22,520  | 1.00%  | –     | −321,120   | −14.30% | 1.79%                | 2,244,493      |
| Pensilvania                             | 3,543,308               | 50.37%                  | 19                      | 3,423,042             | 48.66%                | –                     | 34,538           | 0.49%            | –                | –                              | –                              | –                              | 33,318                 | 0.47%                  | –                      | 24,526  | 0.35%  | –     | 120,266    | 1.71%   | 2.87%                | 7,058,732      |
| Rhode Island                            | 214,406                 | 41.76%                  | –                       | 285,156               | 55.54%                | 4                     | 2,900            | 0.56%            | –                | 5,045                          | 0.98%                          | –                              | 1,617                  | 0.31%                  | –                      | 4,262   | 0.83%  | –     | −70,750    | −13.78% | 7.00%                | 513,386        |
| Carolina del Sur                        | 1,483,747               | 58.23%                  | 9                       | 1,028,452             | 40.36%                | –                     | 8,117            | 0.32%            | –                | –                              | –                              | –                              | 12,669                 | 0.50%                  | –                      | 15,155  | 0.59%  | –     | 455,295    | 17.87%  | 6.19%                | 2,548,140      |
| Dakota del Sur                          | 272,081                 | 63.43%                  | 3                       | 146,859               | 34.24%                | –                     | –                | –                | –                | 7,204                          | 1.68%                          | –                              | 2,778                  | 0.65%                  | –                      | –       | –      | –     | 125,222    | 29.19%  | 3.03%                | 428,922        |
| Tennessee                               | 1,966,865               | 64.19%                  | 11                      | 1,056,265             | 34.47%                | –                     | 8,967            | 0.29%            | –                | 21,535                         | 0.70%                          | –                              | –                      | –                      | –                      | 10,310  | 0.34%  | –     | 910,600    | 29.72%  | 6.51%                | 3,063,942      |
| Texas                                   | 6,393,597               | 56.14%                  | 40                      | 4,835,250             | 42.46%                | –                     | 82,701           | 0.73%            | –                | –                              | –                              | –                              | 68,557                 | 0.60%                  | –                      | 8,569   | 0.08%  | –     | 1,558,347  | 13.68%  | 8.10%                | 11,388,674     |
| Utah                                    | 883,818                 | 59.38%                  | 6                       | 562,566               | 37.79%                | –                     | 8,222            | 0.55%            | –                | –                              | –                              | –                              | 16,902                 | 1.14%                  | –                      | 16,986  | 1.14%  | –     | 321,252    | 21.59%  | 1.11%                | 1,488,494      |
| Vermont                                 | 119,395                 | 32.32%                  | –                       | 235,791               | 63.83%                | 3                     | 893              | 0.24%            | –                | 5,905                          | 1.60%                          | –                              | 1,828                  | 0.49%                  | –                      | 5,610   | 1.52%  | –     | −116,396   | −31.51% | 3.90%                | 369,422        |
| Virginia                                | 2,075,085               | 46.05%                  | –                       | 2,335,395             | 51.83%                | 13                    | 34,888           | 0.77%            | –                | –                              | –                              | –                              | 19,814                 | 0.44%                  | –                      | 40,759  | 0.90%  | –     | −260,310   | −5.78%  | 4.35%                | 4,505,941      |
| Washington (estado)                     | 1,530,923               | 39.01%                  | –                       | 2,245,849             | 57.23%                | 12                    | 29,754           | 0.76%            | –                | 54,868                         | 1.40%                          | –                              | 16,428                 | 0.42%                  | –                      | 46,421  | 1.18%  | –     | −714,926   | −18.22% | 0.98%                | 3,924,243      |
| Virginia Occidental                     | 533,556                 | 69.97%                  | 4                       | 214,309               | 28.10%                | –                     | 2,531            | 0.33%            | –                | 8,947                          | 1.17%                          | –                              | 3,047                  | 0.40%                  | –                      | 192     | 0.03%  | –     | 319,247    | 41.87%  | 2.94%                | 762,582        |
| Wisconsin                               | 1,697,626               | 49.60%                  | 10                      | 1,668,229             | 48.74%                | –                     | 12,275           | 0.36%            | –                | 17,740                         | 0.52%                          | –                              | 10,511                 | 0.31%                  | –                      | 16,537  | 0.48%  | –     | 29,397     | 0.86%   | 1.49%                | 3,422,918      |
| Wyoming                                 | 192,633                 | 71.60%                  | 3                       | 69,527                | 25.84%                | –                     | –                | –                | –                | –                              | –                              | –                              | 4,193                  | 1.56%                  | –                      | 2,695   | 1.00%  | –     | 123,106    | 45.76%  | 2.38%                | 269,048        |
| Total                                   | 77,302,580              | 49.80%                  | 312                     | 75,017,613            | 48.32%                | 226                   | 862,049          | 0.56%            | –                | 756,393                        | 0.49%                          | –                              | 650,126                | 0.42%                  | –                      | 649,541 | 0.42%  | –     | 2,284,967  | 1.48%   | 5.94%                | 155,238,302    |

Estados que pasaron de demócratas a republicanos
- Arizona
- Georgia
- Míchigan
- Nevada
- Pensilvania
- Wisconsin

### Mapas

Resultados por porcentaje de votos en cada estado. Los tonos más oscuros denotan un mayor porcentaje de votos para el candidato ganador. Este mapa no muestra los resultados en los distritos congresionales de Maine o Nebraska, que votan por distrito congresional y no en general.
Resultados por margen de victoria en cada estado
Un cartograma discontinuo de los resultados estatales, escalados por su contribución al Colegio Electoral
Resultados por condado, sombreados por ganador.
Resultados por condado, sombreados por el porcentaje de votos del ganador.
Los resultados por condado de las elecciones presidenciales de 2020 a las de 2024.
El término "oscilación" se refiere al cambio en los márgenes de los condados de las elecciones presidenciales de 2020 a las elecciones presidenciales de 2024.
los márgenes de los condados desde 2020 hasta las elecciones presidenciales de 2024.
Resultados por distrito congresional, sombreados por ganador.

## Análisis
A partir de 2024, Trump fue el octavo candidato presidencial en ganar una cantidad significativa de votos electorales en al menos tres elecciones, después de Thomas Jefferson, Henry Clay, Andrew Jackson, Grover Cleveland, William Jennings Bryan, Franklin D. Roosevelt y Richard Nixon. Nixon y Trump son los únicos candidatos presidenciales que han ganado una cantidad significativa de votos electorales en tres elecciones presidenciales desde que se promulgaron los límites de mandato con la ratificación de la Vigesimosegunda Enmienda; Trump es el único de esos ocho que ganó el voto popular solo una vez (Clay y Bryan nunca lo ganaron). Trump también es el primer presidente desde Cleveland en 1892 en ganar mandatos no consecutivos, y el único presidente en ganar mandatos no consecutivos desde la ratificación de la Vigésima Segunda Enmienda, así como el primer republicano en hacerlo. Trump es el primer republicano desde George W. Bush en 2004 en ganar el voto popular, el mismo año en que un republicano consiguió por última vez un segundo mandato. Trump es el primer republicano no titular que ha ganado el voto popular desde George HW Bush en 1988.Harris es el primer candidato de un partido importante que no ha logrado cambiar el rumbo de ningún condado en la nación desde Herbert Hoover en 1932. Además, esta es la primera vez desde 1976 que los cincuenta estados y el Distrito de Columbia se inclinaron hacia un partido en comparación con la elección anterior, ya que Trump mejoró en todos los estados.
Más del 90% de los condados se inclinaron hacia Trump entre las elecciones de 2020 y 2024, abarcando tanto áreas rurales como urbanas.Si bien la mayoría de las áreas suburbanas también se inclinaron hacia Trump, las excepciones notables incluyeron aquellas con un gran número de votantes blancos con educación universitaria, como los suburbios de Atlanta, Indianápolis y Milwaukee. Trump logró avances sustanciales entre los votantes hispanos, sobre todo en el sur de Florida y el Valle del Río Grande. Incluso entre los estados que votaron fuertemente por Biden en las elecciones de 2020, los avances de Trump fueron significativos; los estados de Nueva York y Nueva Jersey se inclinaron más de diez puntos hacia Trump.Si bien antes de la elección se había hablado mucho de que Trump aumentara su apoyo entre los votantes negros, particularmente los hombres negros,los datos de las encuestas de salida mostraron solo un aumento marginal en el apoyo negro a Trump (del 12% al 13%). La ganancia de Trump se vio limitada por el hecho de que perdió terreno entre las mujeres negras, obteniendo solo el 7% de sus votos,en comparación con el 9% en 2020.

## Secuelas

### Noche de las elecciones

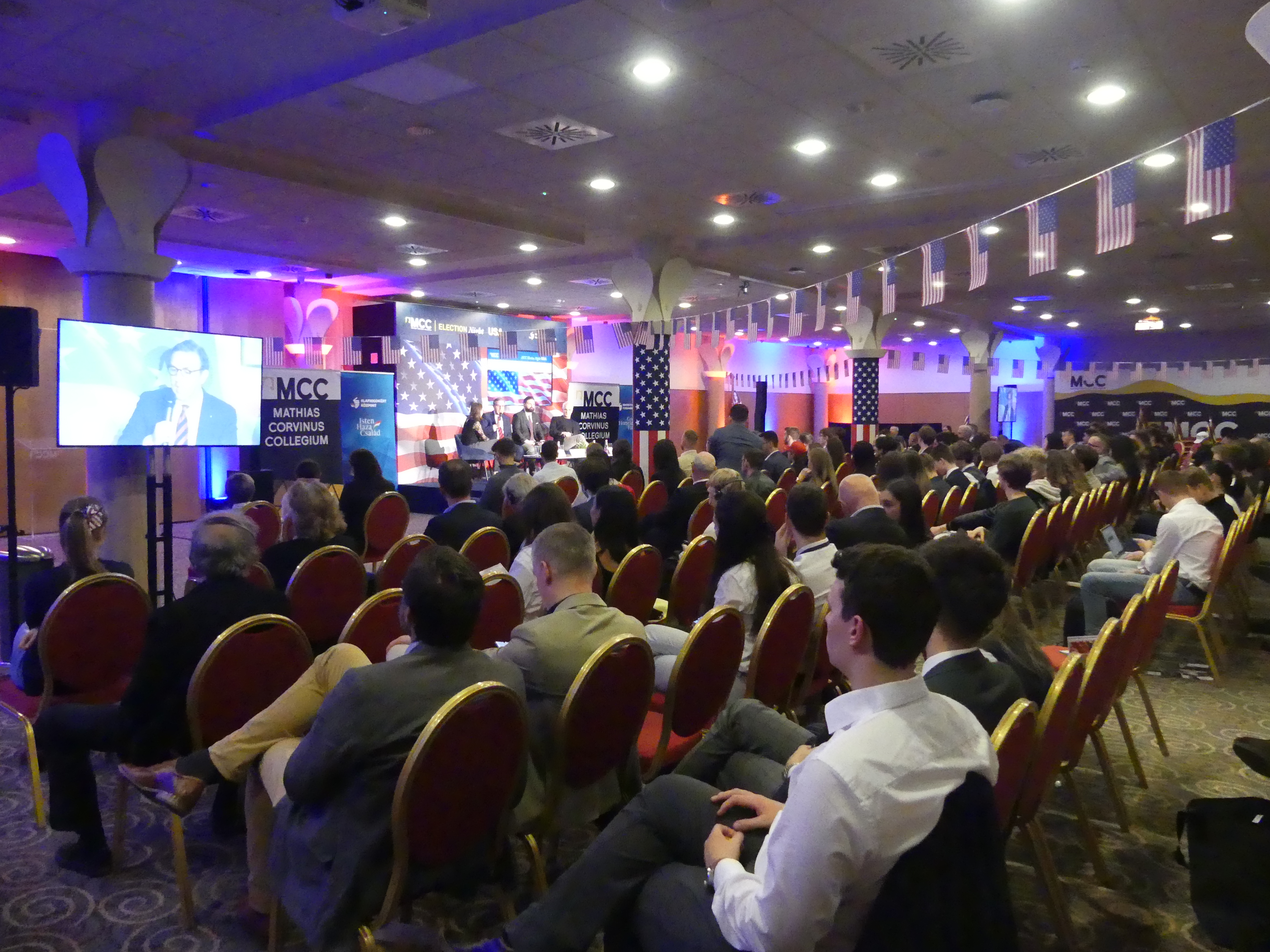
La noche de las elecciones del MCC-CFR con Peter Boghossian, Gladden Pappin y Miklós Szánthó

NewsNation fue la primera cadena de televisión en anunciar la victoria de Trump; la cadena se basó en datos de Decision Desk HQ, y la proyección se realizó a la 1:22 a.m. EST del 6 de noviembre. Fox News proyectó a Trump como ganador a la 1:47 a.m. antes de que la ABC, Associated Press, CBS, CNN y NBC anunciaran la victoria unas horas después.En un centro de convenciones en West Palm Beach, Florida, fue recibido con vítores por sus seguidores, que gritaban «USA! USA! USA!» cuando Fox News lo declaró ganador. Trump se adjudicó la victoria en un discurso a sus seguidores, donde se le unió en el escenario su familia y su compañero de fórmula, J. D. Vance, diciendo: «Estados Unidos nos ha dado un mandato poderoso y sin precedentes». Harris no habló con sus seguidores, que se habían reunido en la Universidad Howard, su alma mater. Su codirector de campaña, Cedric Richmond, se dirigió brevemente a la multitud y dijo que Harris hablaría públicamente el miércoles.Unas horas más tarde, otros medios de comunicación también proyectaron a Trump como el 47.º presidente de los Estados Unidos, y Associated Press lo describió como un «regreso extraordinario para un expresidente».

### Reacciones
Los servicios de crisis para la comunidad LGBTQ+ vieron un marcado aumento en su uso durante la semana de las elecciones. Las líneas de crisis de Trevor Projects vieron un aumento del 125% desde alrededor de la medianoche de la noche de las elecciones, según una declaración del director ejecutivo, Jaymes Black, el 6 de noviembre, y siguieron a un aumento de alrededor del 200% en las conversaciones relacionadas con las elecciones que se habían visto entre el 3 y el 4 de noviembre. Para el 8 de noviembre, se informó que la organización vio un aumento general del 700%. La Crisis Text Line también informó que el 56% de sus usuarios se reportaron como LGBTQ+ el día de las elecciones.Las tendencias de búsqueda de Google después de que Trump fuera anunciado como el ganador también vieron picos en búsquedas específicas, con el término «arancel» y «plan arancelario de Trump» mostrando un aumento del 1650% desde la elección. Una búsqueda similar de «quién paga aranceles» vio un aumento del 350%.

#### Política
Los demócratas tuvieron reacciones divididas ante la derrota, y no estuvieron de acuerdo sobre por qué Harris perdió las elecciones. El senador de Vermont Bernie Sanders criticó la campaña demócrata después, diciendo que el partido «abandonó a la clase trabajadora» y descubrió que «la clase trabajadora los ha abandonado». Culpó al «gran dinero» y a los «consultores bien pagados» por la pérdida, y se opuso al envío de miles de millones de dólares en ayuda militar a Israel.Si bien expresó respeto por Sanders y sus puntos de vista, la expresidenta de la Cámara de Representantes Nancy Pelosi no estuvo de acuerdo con la afirmación de que «el Partido Demócrata ha abandonado a las familias de la clase trabajadora», y en cambio culpó de la pérdida del partido a la salida tardía de Biden y la falta de una primaria demócrata abierta. El New York Times informó que Pelosi sintió que los problemas culturales eran más culpables de las pérdidas del partido entre los votantes de la clase trabajadora.El presidente del Comité Nacional Demócrata, Jaime Harrison, desestimó las críticas de Sanders como «una completa tontería».Sanders también escribió un artículo en The Boston Globe, en el que ofrecía una lista de «prioridades de la clase trabajadora» por las que los demócratas deberían luchar. En él, reconocía algunos cambios positivos logrados por Biden, pero decía que «casi nunca se discutían en el contexto de una economía extremadamente injusta que sigue fallando a los estadounidenses comunes» y no abordaba la ira de la clase trabajadora.

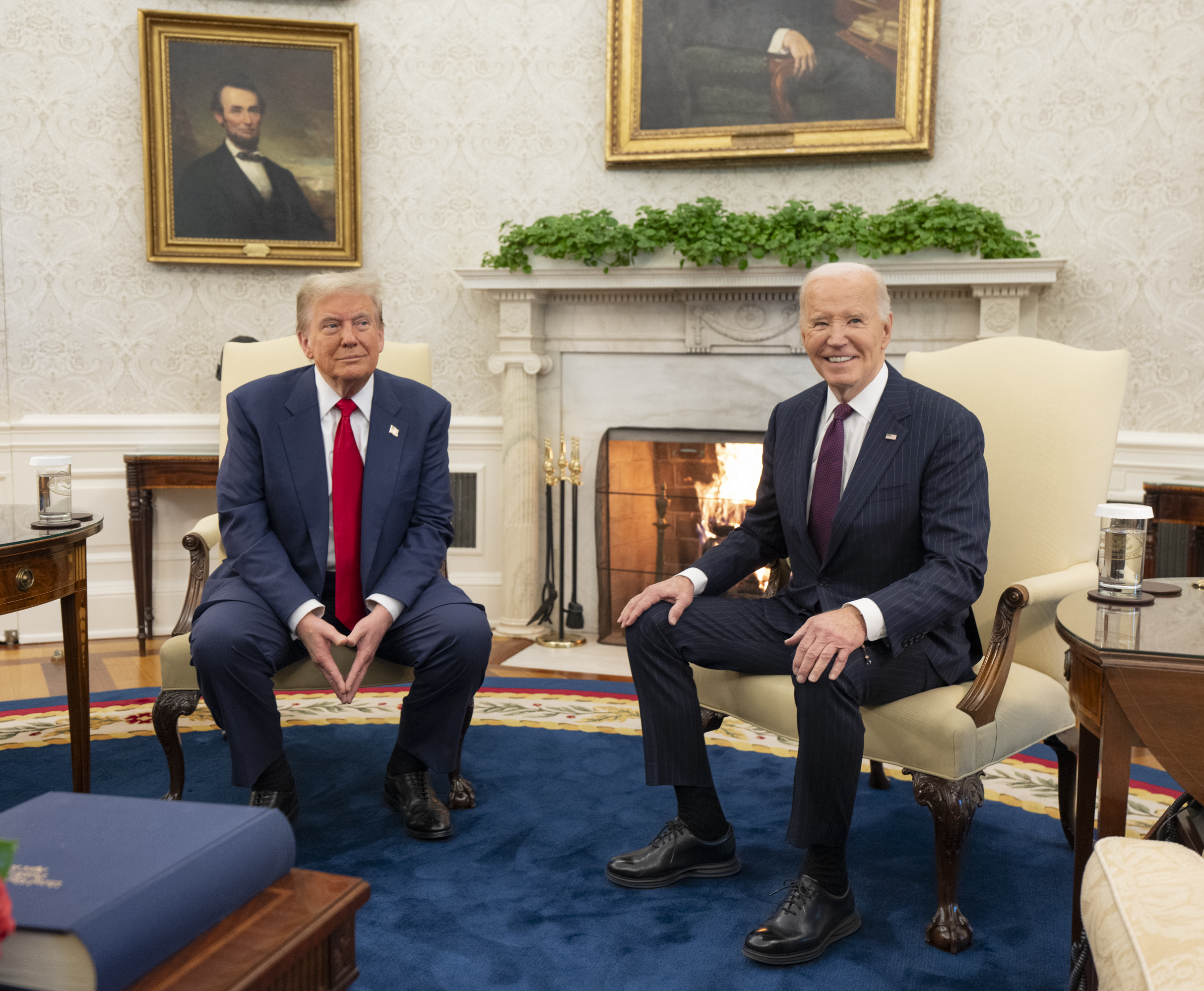
El presidente saliente Joe Biden junto al presidente electo Donald Trump el 6 de noviembre de 2024.

El expresidente George W. Bush, que se había negado a respaldar a ninguno de los candidatos, felicitó a Trump y dijo que lo que definió como una «fuerte participación» en las elecciones era una «señal de la salud de nuestra república y la fortaleza de nuestras instituciones democráticas».El expresidente Barack y su esposa Michelle Obama emitieron una declaración admitiendo sus «profundos desacuerdos con la candidatura republicana en una gran cantidad de cuestiones», y elogiaron los esfuerzos de Harris y Walz, pero enfatizaron «reconocer que nuestro punto de vista no siempre triunfará y estar dispuesto a aceptar la transferencia pacífica del poder», en relación con la administración entrante de Trump.El 6 de noviembre, el día después de la victoria de Trump, Harris admitió públicamente su derrota.

#### Finanzas
Los principales índices de Wall Street registraron máximos históricos el día después de la noche de las elecciones, con el Dow Jones Industrial Average subiendo un 3.57%, el S&P 500 subiendo un 2.53% y el Nasdaq subiendo un 2.95%.Elon Musk, un destacado partidario de Trump y director ejecutivo de Tesla, vio un aumento de casi veinte mil millones de dólares en su fortuna después de un aumento posterior a las elecciones en las acciones de la compañía en un 12% a un máximo de 288 dólares por acción.El viernes siguiente, el 8 de noviembre, las acciones de Tesla subieron más del 6%, lo que elevó la capitalización de mercado de la compañía a un billón de dólares.Su crecimiento comenzó desde los 807 100 millones de dólares hasta el cierre del martes, subiendo un total del 27% durante la semana de las elecciones. Para el viernes, las acciones habían subido aproximadamente un 26% en lo que va de año.

#### Teorías conspirativas sobre las «elecciones robadas»
Tras la victoria de Trump, algunos partidarios de Harris en X compartieron teorías conspirativas de negación electoral, afirmando que millones de votos «no se contaron» y que había algo «que no estaba bien» con las elecciones. Tales publicaciones que afirmaban falsamente que Trump «robó» las elecciones alcanzaron su punto máximo al mediodía del día siguiente con 94 000 publicaciones por hora, y muchas recibieron amplificación y obtuvieron más de un millón de visitas cada una. Según Gordon Crovitz, el director ejecutivo del sistema de calificación de medios NewsGuard, la frase «Trump hizo trampa» recibió 92 100 menciones en la plataforma desde la medianoche hasta la mañana del miércoles siguiente.Además de las afirmaciones de los partidarios de Harris, algunos partidarios de Trump afirmaron sin fundamento que la disparidad entre otros años, las elecciones de 2020 y un total de votos de 2024 entonces incompleto indicaba fraude electoral en las elecciones de 2020.
Una de las principales «bases» en las que se basaron estas falsas afirmaciones fue la afirmación de que Biden había obtenido veinte millones de votos más en su campaña electoral anterior que Harris en la suya.El periodista estadounidense y teórico de la conspiración Wayne Madsen comentó en Threads: «Estoy empezando a creer que nuestra elección fue hackeada masivamente, tal como sucedió hace unas semanas en la República de Georgia».En el momento en que se difundieron estas falacias, todavía se estaban contando votos en muchos estados.Una estimación realizada en esa época utilizando el porcentaje total de votos de Associated Press encontró que aún no se habían contado 16.2 millones de votos en veinte estados y D.C. El análisis estadístico de la votación afirmó que, a pesar del recuento continuo, las proyecciones ya estaban establecidas y las nuevas papeletas no influirían en los resultados de ninguno de los estados y D.C.La directora de la Agencia de Seguridad de Infraestructura y Ciberseguridad, Jen Easterly, refutó las afirmaciones falsas y escribió en una declaración que «no había evidencia de ninguna actividad maliciosa que tuviera un impacto material en la seguridad o integridad de nuestra infraestructura electoral».Otra afirmación falsa alega que Elon Musk utilizó la constelación de Internet satelital Starlink para cambiar los resultados de las elecciones. El director de tecnología Chip Trowbridge del fabricante de sistemas de votación Clear Ballot desestimó la afirmación, y agregó que ninguna máquina utilizada para escanear las papeletas de votación tiene conexión de red alguna.

#### Acoso mediante mensajes de texto
Numerosos estadounidenses negros en varios estados informaron haber recibido mensajes de texto amenazantes y racistas el día después de las elecciones. Algunos de los mensajes de texto hacían referencia a la administración entrante de Trump, pero actualmente se desconoce quién era el remitente.